# Otodus megalodon
Otodus megalodon (il cui nome della specie, megalodon, deriva dal greco e significa "grande dente"), comunemente noto come megalodon o megalodonte, è una specie estinta di squalo gigante vissuta dal Miocene inferiore al Pliocene inferiore, circa 23-3,6 milioni di anni fa (Aquitaniano-Zancleano), i cui grandi denti fossili dimostrano una distribuzione cosmopolita. In passato si pensava che O. megalodon fosse un membro della famiglia Lamnidae e un parente stretto del grande squalo bianco (Carcharodon carcharias), ma studi successivi lo hanno riclassificato all'interno della famiglia estinta Otodontidae, che si separò dal lignaggio del grande squalo bianco durante il Cretaceo inferiore.
Sebbene sia considerato uno dei predatori più grandi e potenti mai vissuti, il megalodonte è conosciuto solo attraverso resti frammentari e il suo aspetto, così come le sue dimensioni massime, sono incerte; diversi scienziati dibattono ancora se l'animale somigliasse di più a una versione più tozza del grande squalo bianco (Carcharodon carcharias), dello squalo elefante (Cetorhinus maximus) o dello squalo toro (Carcharias taurus). La stima più recente con il minor intervallo di errore suggerisce una lunghezza massima stimata fino a 17,3 metri, sebbene le lunghezze modali siano stimate a 10,5 metri. I denti di questa specie erano spessi e robusti, costruiti per afferrare la preda e rompere le ossa, e le sue enormi fauci erano in grado di esercitare una forza di morso compresa tra 108.500 e 182.200 newton.
Il megalodonte probabilmente ebbe un impatto importante sulla struttura delle comunità marine, in quanto i reperti fossili a nostra disposizione mostrano che aveva una distribuzione cosmopolita. Le prede abituali di questi animali erano altri grandi animali marini, come balene, foche e tartarughe marine. I giovani abitavano le calde acque costiere e si nutrivano di pesci e piccole balene. A differenza del grande squalo bianco, che attacca le sue prede dal basso, il megalodonte probabilmente usava le sue forti mascelle per sfondare la cavità toracica, perforando cuore e polmoni della sua preda.
Nonostante le sue dimensioni, il megalodonte era in competizione con altri grandi predatori marini, come il cetaceo predatore Livyatan, capodogli macroraptoriali e, forse, orche ancestrali (Orcinus). Poiché questo squalo preferiva le acque più calde, si ritiene che il raffreddamento oceanico associato all'inizio delle ere glaciali, insieme all'abbassamento del livello del mare e alla conseguente perdita di aree di riproduzione adatte, possa aver contribuito al suo declino. Una riduzione della diversità dei misticeti e uno spostamento nella loro distribuzione verso le regioni polari potrebbero aver ridotto la fonte di cibo primaria di questo predatore. L'estinzione del megalodonte coincide con la tendenza al gigantismo nei misticeti.

## Storia e denominazione
I denti dei megalodonti sono stati ritrovati e utilizzati fin dai tempi antichi, rappresentando un artefatto apprezzato tra le culture precolombiane delle Americhe per le loro grandi dimensioni e i bordi seghettati, venendo impiegati per la produzione di punte di proiettili, coltelli, gioielli e accessori funerari. Almeno alcune società, come quelle panamensi di Sitio Conte, sembrano averli adoperati principalmente per scopi cerimoniali. Lo scavo di denti di megalodonte da parte dei popoli Algonquin nella baia di Chesapeake e il loro commercio selettivo con la cultura Adena nell'Ohio avvennero già nel 430 a.C.
Il primo resoconto scritto sui denti di megalodonte fu redatto da Plinio il Vecchio in un volume della Historia Naturalis del 73 d.C., in cui li descrisse come «somiglianti a lingue umane pietrificate», ritenute dai folcloristi romani cadute dal cielo durante le eclissi lunari, e li chiamò glossopetrae («lingua di pietra»). In seguito, si pensò che queste presunte «lingue», secondo una tradizione maltese del XII secolo, appartenessero a serpenti che l'apostolo Paolo avrebbe trasformato in pietra mentre naufragava sull'isola, conferendo loro così il potere di curare i veleni. Le glossopetrae riapparvero in tutta Europa nella letteratura tra la fine del XIII e il XVI secolo, e vennero nuovamente attribuite loro proprietà soprannaturali, come la capacità di curare una più ampia varietà di veleni. L'uso dei denti di megalodonte a questo scopo si diffuse ampiamente tra la nobiltà medievale e rinascimentale, che li modellò in amuleti protettivi e stoviglie con l'intento di disintossicare liquidi o corpi avvelenati. Nel XVI secolo, i denti venivano persino consumati come ingredienti delle «pietre di Goa» di produzione europea.
La vera natura delle glossopetrae come denti di squalo fu sostenuta da alcuni almeno dal 1554, quando il cosmografo André Thevet definì quest'idea una semplice diceria (pur senza credervi). La prima argomentazione scientifica a favore di questa visione fu avanzata dal naturalista italiano Fabio Colonna, che nel 1616 pubblicò un'illustrazione di un dente di megalodonte maltese accanto a quello di un grande squalo bianco, notandone le sorprendenti somiglianze. Colonna sosteneva che le glossopetrae non fossero lingue di serpente pietrificate, ma in realtà denti di squali trascinati (o portati) sulla riva. Egli difese questa tesi compiendo un esperimento di combustione su alcuni campioni di glossopetrae e osservandone residui di carbonio, interpretati come prova di un'origine organica. Tuttavia, l'interpretazione di queste pietre come denti di squalo rimase a lungo inaccettata, in parte a causa dell'incapacità di spiegare come alcuni reperti si trovassero così lontano dal mare.
Tale interpretazione fu rilanciata a livello accademico alla fine del XVII secolo dagli scienziati inglesi Robert Hooke, John Ray e dal naturalista danese Niels Steensen (latinizzato Niccolò Stenone). L'argomentazione di Steensen in particolare trovò maggior credito poiché derivata dalla dissezione, da parte sua, di un grande squalo bianco catturato nel 1666. Il suo rapporto del 1667 includeva una ricostruzione della testa di un grande squalo bianco e dei denti di megalodonte, che divennero particolarmente noti. Tuttavia, la testa illustrata non era in realtà quella da lui dissezionata, né i denti fossili furono disegnati da lui. Entrambe le incisioni erano state originariamente commissionate nel 1590 dal medico papale Michele Mercati, che possedeva la testa di un grande squalo bianco, per il suo libro Metallotheca. L'opera rimase però inedita alla morte di Mercati; in seguito, Steensen, su suggerimento di Carlo Roberto Dati, riutilizzò quelle due illustrazioni perché si riteneva inopportuna una raffigurazione del vero squalo dissezionato. Steensen si distinse anche per aver fornito una spiegazione di tipo stratigrafico al ritrovamento di simili reperti nell'entroterra: osservando che gli strati rocciosi contenenti denti di megalodonte recavano sedimenti marini, ipotizzò che tali depositi fossero il risultato di un periodo di inondazioni, poi coperti da strati terrestri e sollevati dall'attività geologica.

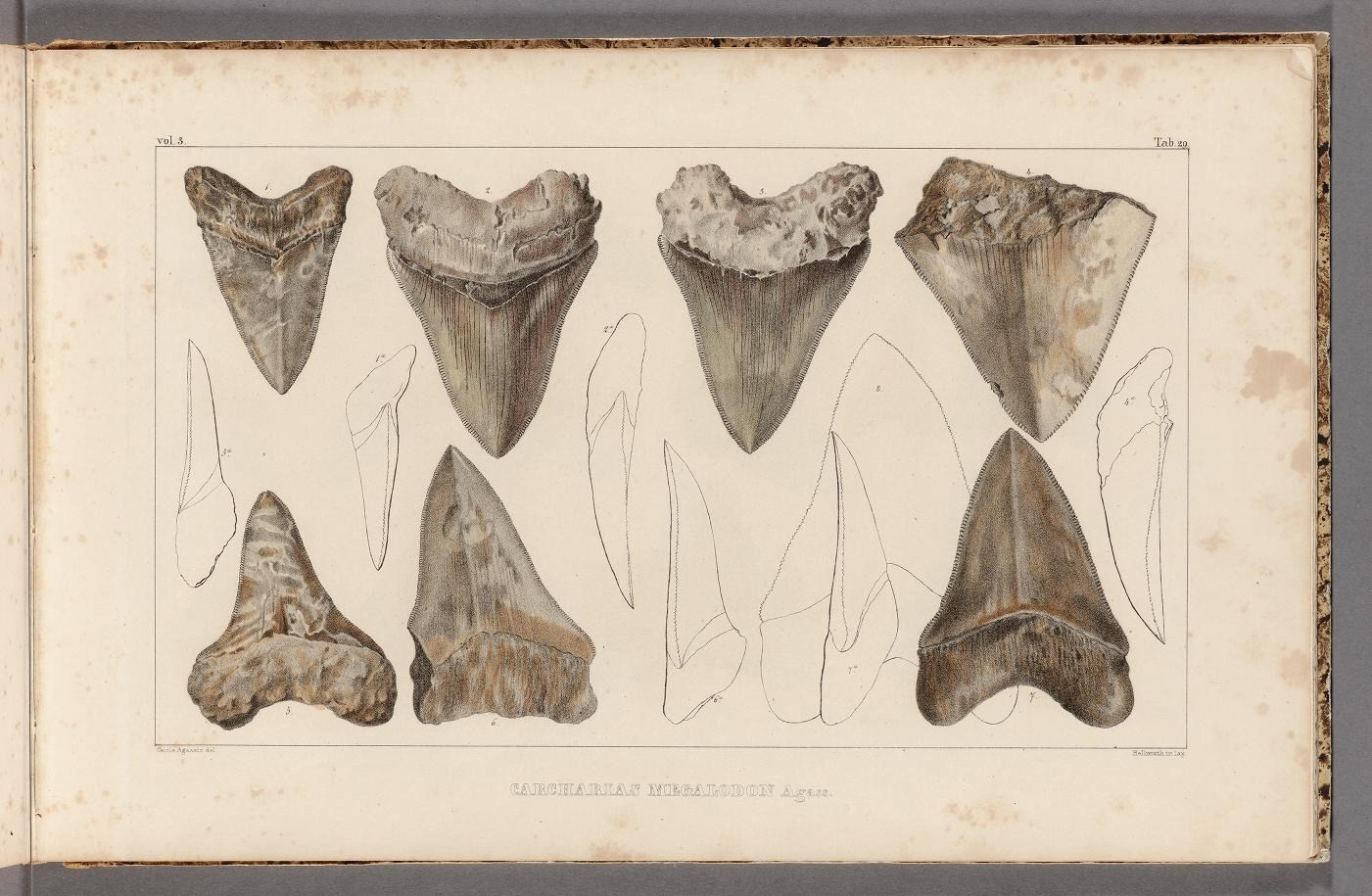
Dente olotipo (Fig. 2-3) ad Agassiz (1835), catalogato come TE-PLI 18

Il naturalista svizzero Louis Agassiz assegnò al megalodonte il suo nome scientifico nella sua opera fondamentale Recherches sur les poissons fossiles (1833-1843), definendolo Carcharias megalodon in un'illustrazione del 1835 dell'olotipo e di altri denti, in modo da accomunarlo al moderno squalo toro (Carcharias taurus). Il nome specifico unisce le parole del greco antico μεγάλος (megálos), «grande», e ὀδών (odṓn), «dente», che insieme significano appunto «grande dente». Agassiz aveva già menzionato questo nome nel 1832, ma poiché in quell'occasione non indicò alcun esemplare, la denominazione non è considerata valida sul piano tassonomico. La descrizione formale della specie apparve in un volume del 1843, dove Agassiz modificò la denominazione in Carcharodon megalodon, ritenendo i denti troppo grandi per un membro del genere Carcharias e più simili a quelli del grande squalo bianco. Agassiz identificò erroneamente diversi denti di megalodonte come appartenenti ad altre specie che denominò Carcharodon rectidens, Carcharodon subauriculatus, Carcharodon productus e Carcharodon polygurus. Poiché Carcharodon megalodon fu il primo nome a comparire (nell'illustrazione del 1835), gli altri sono considerati sinonimi più recenti in base al principio di priorità.

## Classificazione

### Evoluzione

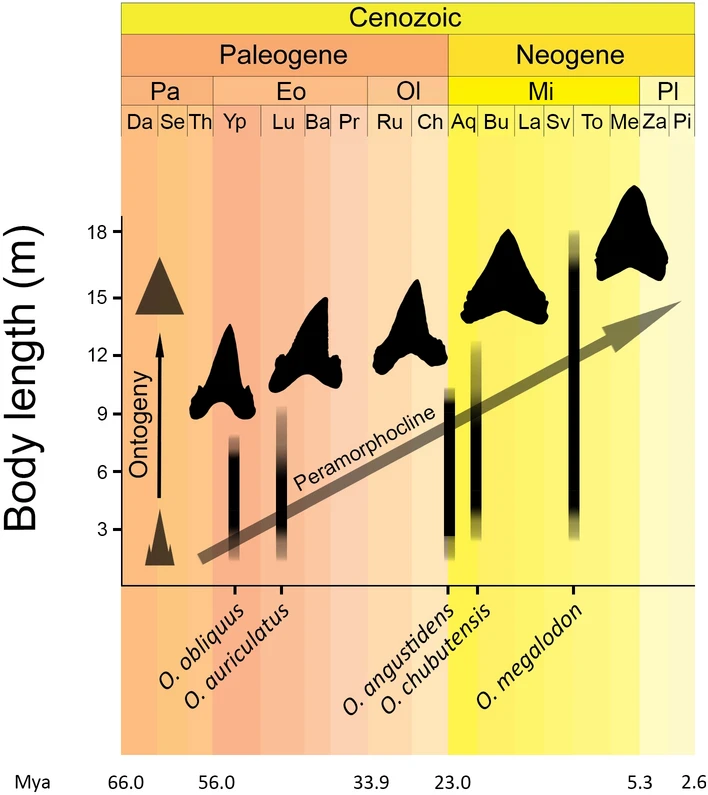
Diagramma dell'evoluzione delle cronospecie di megalodonte

Sebbene i resti più antichi di megalodonte siano stati datati all'Oligocene superiore, circa 28 milioni di anni fa, c'è disaccordo nella comunità scientifica su quando l'animale sia apparso nel record fossile, con stime che arrivano fino a 16 milioni di anni fa. Si ritiene che il megalodonte si sia estinto verso la fine del Pliocene, circa 2,6 milioni di anni fa; affermazioni relative a presunti denti di megalodonte risalenti al Pleistocene, di età inferiore ai 2,6 milioni di anni, sono considerate inaffidabili. Una valutazione del 2019 sposta la data dell'estinzione a una fase precedente del Pliocene, circa 3,6 milioni di anni fa.
Il megalodonte è considerato un membro della famiglia Otodontidae, specificamente all'interno del genere Otodus, in contrasto con la sua precedente classificazione nei Lamnidae, nel genere Carcharodon. La classificazione del megalodonte in Carcharodon era dovuta alla somiglianza dei suoi denti con quelli del grande squalo bianco, ma la maggior parte degli autori ritiene che ciò sia il risultato di evoluzione convergente tra le due specie. Secondo questo modello, il grande squalo bianco è più strettamente imparentato con l'estinto mako dai denti larghi (Isurus hastalis) che con il megalodonte, come evidenziato dalla dentatura più simile in questi due squali; i denti del megalodonte presentano dentellature molto più marcate rispetto a quelli del grande squalo bianco. Il grande squalo bianco è quindi più strettamente correlato agli squali mako (Isurus spp.), con cui condividerebbe un antenato comune circa 4 milioni di anni fa. I sostenitori della precedente ipotesi, che vede il megalodonte e il grande squalo bianco come strettamente imparentati, sostengono invece che le differenze tra le loro dentature siano minime e poco rilevanti.

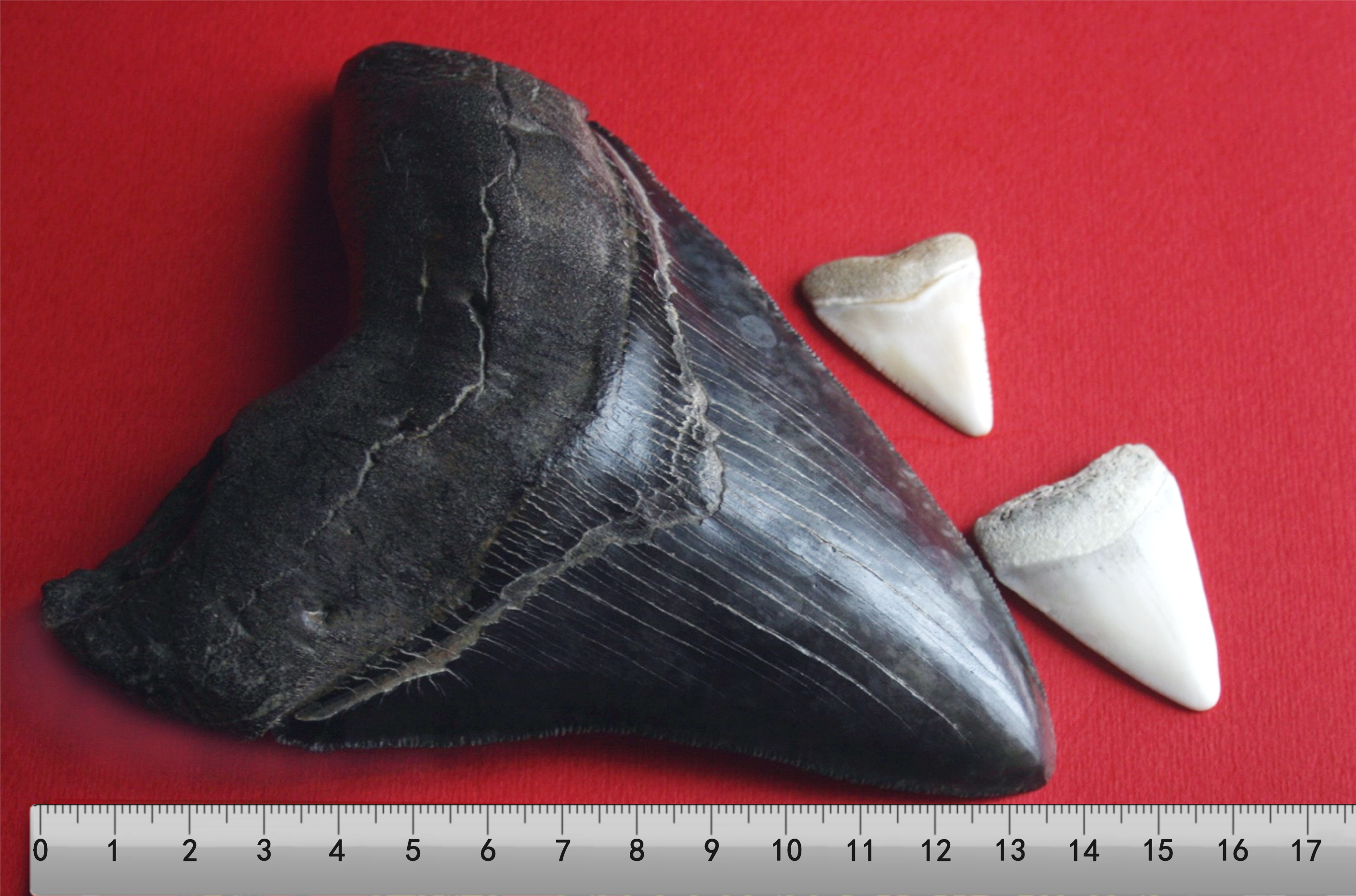
Dente di megalodonte a confronto con i denti del grande squalo bianco

Il genere Carcharocles comprende quattro specie: C. auriculatus, C. angustidens, C. chubutensis e C. megalodon. L'evoluzione di questo lignaggio è caratterizzata dall'aumento delle seghettature, dall'allargamento della corona, dallo sviluppo di una forma più triangolare e dalla progressiva scomparsa delle cuspidi laterali nei denti. L'evoluzione della morfologia dentale riflette un cambiamento nelle tattiche predatorie, passando da un morso a strappo a un morso a taglio, probabilmente per via di una trasformazione nella scelta delle prede, da pesci a cetacei. Le cuspidi laterali furono infine perse in un processo graduale, durato circa 12 milioni di anni, durante la transizione tra C. chubutensis e C. megalodon.
Il genere fu proposto da D. S. Jordan e H. Hannibal nel 1923 per includere C. auriculatus. Negli anni '80, il megalodonte venne assegnato al genere Carcharocles. Prima di ciò, nel 1960, il genere Procarcharodon venne eretto dall'ittiologo francese Edgard Casier per comprendere queste quattro specie, considerate separate dal grande squalo bianco. Da allora, Procarcharodon è considerato un sinonimo junior di Carcharocles. Il genere Palaeocarcharodon venne istituito insieme a Procarcharodon per rappresentare l'inizio del lignaggio e, nel modello che vede il megalodonte e il grande squalo bianco strettamente imparentati, il loro ultimo antenato comune. Tuttavia, secondo gli autori che rifiutano tale modello, Procarcharodon costituirebbe un vicolo cieco evolutivo e non sarebbe correlato agli squali Carcharocles.  

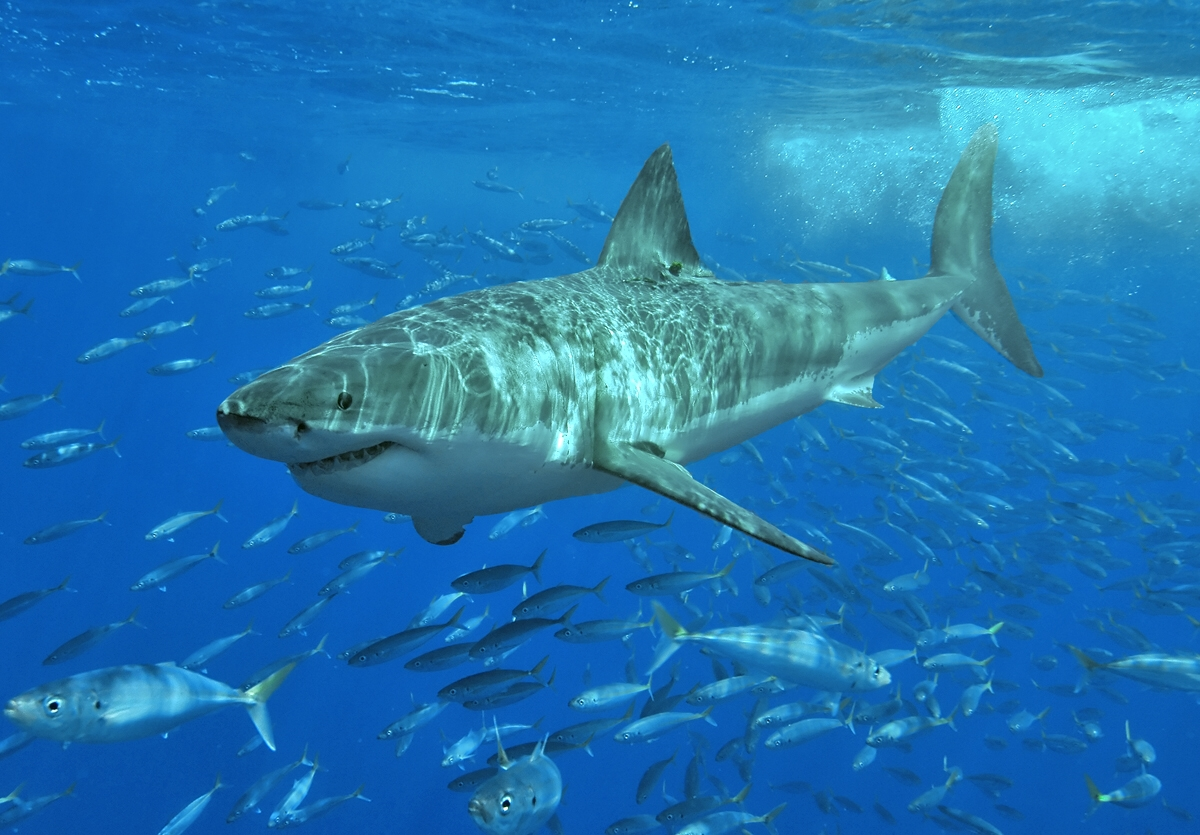
In passato si pensava che il grande squalo bianco (Carcharodon carcharias) e il megalodonte fossero parenti stretti.

Un altro modello evolutivo per questo genere, proposto sempre da Casier nel 1960, è che l'antenato diretto di Carcharocles fosse lo squalo Otodus obliquus, vissuto dal Paleocene al Miocene (circa 60-13 milioni di anni fa). Il genere Otodus deriverebbe da Cretolamna, uno squalo del Cretaceo. In questo modello, O. obliquus si sarebbe evoluto in O. aksuaticus, che a sua volta avrebbe dato origine a C. auriculatus, quindi a C. angustidens, poi a C. chubutensis e infine a C. megalodon.
Un'altra ipotesi sull'evoluzione di Carcharocles, proposta nel 2001 dal paleontologo Michael Benton, è che le altre tre specie siano in realtà un'unica specie di squalo, gradualmente modificatasi tra il Paleocene e il Pliocene, costituendo così una cronospecie. Alcuni autori suggeriscono che C. auriculatus, C. angustidens e C. chubutensis andrebbero classificate come un'unica specie nel genere Otodus, lasciando C. megalodon come unico membro di Carcharocles.
Tuttavia, lo stesso genere Carcharocles potrebbe non essere valido e il megalodonte potrebbe effettivamente appartenere al genere Otodus, diventando Otodus megalodon. Uno studio del 1974 sugli squali del Paleogene, condotto da Henri Cappetta, eresse il sottogenere Megaselachus, classificando il megalodonte come Otodus (Megaselachus) megalodon, insieme a O. (M.) chubutensis. Una revisione del 2006 dei Chondrichthyes ha elevato Megaselachus a genere, classificando gli squali come Megaselachus megalodon e M. chubutensis. Tuttavia, la scoperta di fossili assegnati al genere Megalolamna nel 2016 ha portato a una rivalutazione di Otodus, concludendo che quest'ultimo fosse parafiletico, cioè comprendente un antenato comune ma non tutti i suoi discendenti. L'inclusione degli squali Carcharocles in Otodus lo renderebbe monofiletico, con Megalolamna come clade gemello.

### Filogenesi
Il cladogramma sottostante rappresenta le ipotetiche relazioni tra il megalodonte e altri squali, incluso il grande squalo bianco. Modificato dagli studi di Shimada et al. (2016), Ehret et al. (2009), e dai risultati di Siversson et al. (2013).
|  | Cretalamna appendiculata |
|  |                          |
|  | Cretalamna aschersoni    |
|  |                          |

|  | Megalolamna paradoxodon                                              |
|  |                                                                      |
|  | \| \| Otodus obliquus \| \| \| \| \| \| Otodus megalodon \| \| \| \| |
|  |                                                                      |
|  | Otodus obliquus                                                      |
|  |                                                                      |
|  | Otodus megalodon                                                     |
|  |                                                                      |

|  | Otodus obliquus  |
|  |                  |
|  | Otodus megalodon |
|  |                  |

|  | Cretalamna appendiculata |
|  |                          |
|  | Cretalamna aschersoni    |
|  |                          |

|  | Megalolamna paradoxodon                                              |
|  |                                                                      |
|  | \| \| Otodus obliquus \| \| \| \| \| \| Otodus megalodon \| \| \| \| |
|  |                                                                      |
|  | Otodus obliquus                                                      |
|  |                                                                      |
|  | Otodus megalodon                                                     |
|  |                                                                      |

|  | Otodus obliquus  |
|  |                  |
|  | Otodus megalodon |
|  |                  |

|  | Cretalamna appendiculata |
|  |                          |
|  | Cretalamna aschersoni    |
|  |                          |

|  | Megalolamna paradoxodon                                              |
|  |                                                                      |
|  | \| \| Otodus obliquus \| \| \| \| \| \| Otodus megalodon \| \| \| \| |
|  |                                                                      |
|  | Otodus obliquus                                                      |
|  |                                                                      |
|  | Otodus megalodon                                                     |
|  |                                                                      |

|  | Otodus obliquus  |
|  |                  |
|  | Otodus megalodon |
|  |                  |

|  | Cretalamna appendiculata |
|  |                          |
|  | Cretalamna aschersoni    |
|  |                          |

|  | Megalolamna paradoxodon                                              |
|  |                                                                      |
|  | \| \| Otodus obliquus \| \| \| \| \| \| Otodus megalodon \| \| \| \| |
|  |                                                                      |
|  | Otodus obliquus                                                      |
|  |                                                                      |
|  | Otodus megalodon                                                     |
|  |                                                                      |

|  | Otodus obliquus  |
|  |                  |
|  | Otodus megalodon |
|  |                  |

|  | Isurus oxyrinchus      |
|  |                        |
|  | Carcharodon carcharias |
|  |                        |

|  | Cretalamna appendiculata |
|  |                          |
|  | Cretalamna aschersoni    |
|  |                          |

|  | Megalolamna paradoxodon                                              |
|  |                                                                      |
|  | \| \| Otodus obliquus \| \| \| \| \| \| Otodus megalodon \| \| \| \| |
|  |                                                                      |
|  | Otodus obliquus                                                      |
|  |                                                                      |
|  | Otodus megalodon                                                     |
|  |                                                                      |

|  | Otodus obliquus  |
|  |                  |
|  | Otodus megalodon |
|  |                  |

|  | Cretalamna appendiculata |
|  |                          |
|  | Cretalamna aschersoni    |
|  |                          |

|  | Megalolamna paradoxodon                                              |
|  |                                                                      |
|  | \| \| Otodus obliquus \| \| \| \| \| \| Otodus megalodon \| \| \| \| |
|  |                                                                      |
|  | Otodus obliquus                                                      |
|  |                                                                      |
|  | Otodus megalodon                                                     |
|  |                                                                      |

|  | Otodus obliquus  |
|  |                  |
|  | Otodus megalodon |
|  |                  |

|  | Cretalamna appendiculata |
|  |                          |
|  | Cretalamna aschersoni    |
|  |                          |

|  | Megalolamna paradoxodon                                              |
|  |                                                                      |
|  | \| \| Otodus obliquus \| \| \| \| \| \| Otodus megalodon \| \| \| \| |
|  |                                                                      |
|  | Otodus obliquus                                                      |
|  |                                                                      |
|  | Otodus megalodon                                                     |
|  |                                                                      |

|  | Otodus obliquus  |
|  |                  |
|  | Otodus megalodon |
|  |                  |

|  | Cretalamna appendiculata |
|  |                          |
|  | Cretalamna aschersoni    |
|  |                          |

|  | Megalolamna paradoxodon                                              |
|  |                                                                      |
|  | \| \| Otodus obliquus \| \| \| \| \| \| Otodus megalodon \| \| \| \| |
|  |                                                                      |
|  | Otodus obliquus                                                      |
|  |                                                                      |
|  | Otodus megalodon                                                     |
|  |                                                                      |

|  | Otodus obliquus  |
|  |                  |
|  | Otodus megalodon |
|  |                  |

|  | Isurus oxyrinchus      |
|  |                        |
|  | Carcharodon carcharias |
|  |                        |

|  | Cretalamna appendiculata |
|  |                          |
|  | Cretalamna aschersoni    |
|  |                          |

|  | Megalolamna paradoxodon                                              |
|  |                                                                      |
|  | \| \| Otodus obliquus \| \| \| \| \| \| Otodus megalodon \| \| \| \| |
|  |                                                                      |
|  | Otodus obliquus                                                      |
|  |                                                                      |
|  | Otodus megalodon                                                     |
|  |                                                                      |

|  | Otodus obliquus  |
|  |                  |
|  | Otodus megalodon |
|  |                  |

|  | Cretalamna appendiculata |
|  |                          |
|  | Cretalamna aschersoni    |
|  |                          |

|  | Megalolamna paradoxodon                                              |
|  |                                                                      |
|  | \| \| Otodus obliquus \| \| \| \| \| \| Otodus megalodon \| \| \| \| |
|  |                                                                      |
|  | Otodus obliquus                                                      |
|  |                                                                      |
|  | Otodus megalodon                                                     |
|  |                                                                      |

|  | Otodus obliquus  |
|  |                  |
|  | Otodus megalodon |
|  |                  |

|  | Cretalamna appendiculata |
|  |                          |
|  | Cretalamna aschersoni    |
|  |                          |

|  | Megalolamna paradoxodon                                              |
|  |                                                                      |
|  | \| \| Otodus obliquus \| \| \| \| \| \| Otodus megalodon \| \| \| \| |
|  |                                                                      |
|  | Otodus obliquus                                                      |
|  |                                                                      |
|  | Otodus megalodon                                                     |
|  |                                                                      |

|  | Otodus obliquus  |
|  |                  |
|  | Otodus megalodon |
|  |                  |

|  | Cretalamna appendiculata |
|  |                          |
|  | Cretalamna aschersoni    |
|  |                          |

|  | Megalolamna paradoxodon                                              |
|  |                                                                      |
|  | \| \| Otodus obliquus \| \| \| \| \| \| Otodus megalodon \| \| \| \| |
|  |                                                                      |
|  | Otodus obliquus                                                      |
|  |                                                                      |
|  | Otodus megalodon                                                     |
|  |                                                                      |

|  | Otodus obliquus  |
|  |                  |
|  | Otodus megalodon |
|  |                  |

|  | Isurus oxyrinchus      |
|  |                        |
|  | Carcharodon carcharias |
|  |                        |

|  | Cretalamna appendiculata |
|  |                          |
|  | Cretalamna aschersoni    |
|  |                          |

|  | Megalolamna paradoxodon                                              |
|  |                                                                      |
|  | \| \| Otodus obliquus \| \| \| \| \| \| Otodus megalodon \| \| \| \| |
|  |                                                                      |
|  | Otodus obliquus                                                      |
|  |                                                                      |
|  | Otodus megalodon                                                     |
|  |                                                                      |

|  | Otodus obliquus  |
|  |                  |
|  | Otodus megalodon |
|  |                  |

|  | Cretalamna appendiculata |
|  |                          |
|  | Cretalamna aschersoni    |
|  |                          |

|  | Megalolamna paradoxodon                                              |
|  |                                                                      |
|  | \| \| Otodus obliquus \| \| \| \| \| \| Otodus megalodon \| \| \| \| |
|  |                                                                      |
|  | Otodus obliquus                                                      |
|  |                                                                      |
|  | Otodus megalodon                                                     |
|  |                                                                      |

|  | Otodus obliquus  |
|  |                  |
|  | Otodus megalodon |
|  |                  |

|  | Cretalamna appendiculata |
|  |                          |
|  | Cretalamna aschersoni    |
|  |                          |

|  | Megalolamna paradoxodon                                              |
|  |                                                                      |
|  | \| \| Otodus obliquus \| \| \| \| \| \| Otodus megalodon \| \| \| \| |
|  |                                                                      |
|  | Otodus obliquus                                                      |
|  |                                                                      |
|  | Otodus megalodon                                                     |
|  |                                                                      |

|  | Otodus obliquus  |
|  |                  |
|  | Otodus megalodon |
|  |                  |

|  | Cretalamna appendiculata |
|  |                          |
|  | Cretalamna aschersoni    |
|  |                          |

|  | Megalolamna paradoxodon                                              |
|  |                                                                      |
|  | \| \| Otodus obliquus \| \| \| \| \| \| Otodus megalodon \| \| \| \| |
|  |                                                                      |
|  | Otodus obliquus                                                      |
|  |                                                                      |
|  | Otodus megalodon                                                     |
|  |                                                                      |

|  | Otodus obliquus  |
|  |                  |
|  | Otodus megalodon |
|  |                  |

|  | Isurus oxyrinchus      |
|  |                        |
|  | Carcharodon carcharias |
|  |                        |

## Descrizione

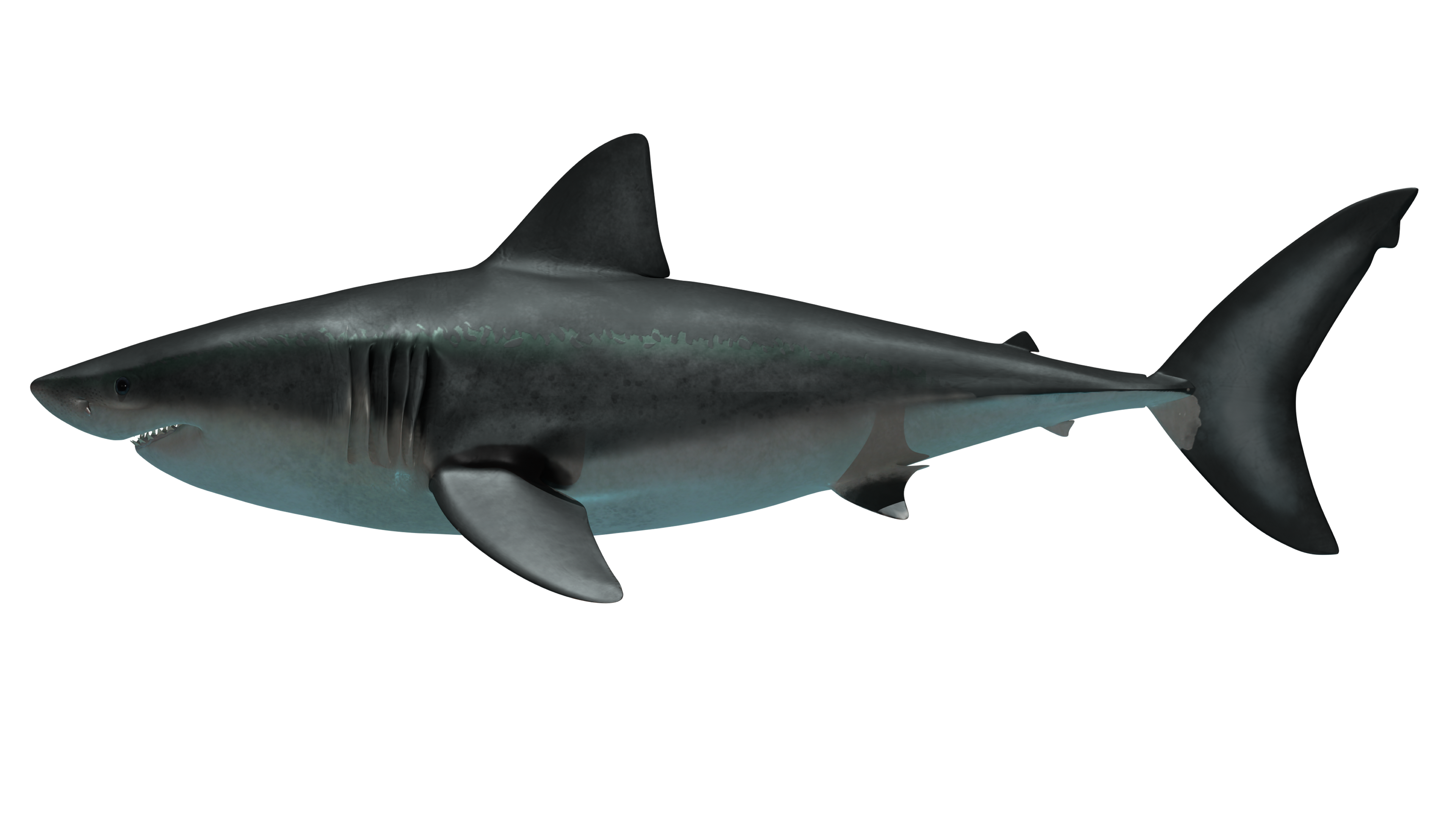
Ricostruzione artistica di Otodus megalodon basato su Cretalamna e lamnidi moderni

Sebbene gli unici fossili di megalodonte a nostra disposizione siano denti e alcuni elementi della colonna vertebrale, l'idea predominante su come apparisse l'animale in vita è che fosse simile a un grande squalo bianco, ma con un aspetto più robusto e tarchiato. Le fauci potevano essere più smussate e larghe rispetto a quelle dello squalo bianco, mentre le pinne avevano una forma simile ma risultavano più spesse e leggermente più lunghe, in relazione alle maggiori dimensioni corporee. Gli occhi potevano essere piccoli e infossati.
Un'altra interpretazione suggerisce che il megalodonte avesse una corporatura più simile a quella dello squalo balena (Rhincodon typus) o dello squalo elefante (Cetorhinus maximus), con una pinna caudale a mezzaluna; la pinna anale e la seconda dorsale sarebbero state piccole, e sarebbe stata presenta una chiglia caudale su entrambi i lobi della pinna caudale (sul peduncolo caudale). Questa morfologia si osserva anche in altri grandi animali acquatici, come balene, tonni e diversi squali, poiché riduce la resistenza dell'acqua durante il nuoto. La forma della testa può variare da specie a specie, dal momento che la maggior parte degli adattamenti per ridurre la resistenza si trova verso la coda dell'animale.
È stato anche suggerito nel 2024 che il megalodonte avesse un piano corporeo più allungato rispetto a quanto si pensasse in precedenza. Anche Shimada et al. (2025) hanno supportato questa ipotesi, basandosi sul confronto delle proporzioni del neurocranio e della pinna caudale rispetto al tronco con quelle di altri laminformi (escludendo gli squali goblin e gli squali volpe). Hanno quindi stimato che la lunghezza massima del corpo del megalodonte sarebbe stata significativamente superiore rispetto alle stime pubblicate in precedenza.
Nel 2023, Shimada e colleghi hanno segnalato la scoperta di un insieme associato di resti di megalodonte ritrovati con scaglie placoidi, variabili da 0,3 a 0,8 millimetri di larghezza massima e caratterizzate da chiglie ampiamente distanziate. La relazione quantitativa tra la distanza fra le carene e le velocità di crociera massime riscontrate negli squali moderni era coerente con l'ipotesi che il megalodonte fosse regionalmente endotermico ma generalmente non un nuotatore veloce, sebbene potesse essere in grado di occasionali scatti per catturare le prede.

### Dimensioni
A causa dei resti frammentari, esistono diverse stime contraddittorie sulle dimensioni del megalodonte, ricavate unicamente da denti ed elementi vertebrali. Il grande squalo bianco è stato a lungo la base delle ricostruzioni e delle stime sulle dimensioni di questo animale, essendo considerato il miglior analogo vivente; di conseguenza, sono stati sviluppati vari metodi di stima della lunghezza totale, confrontando i denti e le vertebre del megalodonte con quelli del grande squalo bianco.
Le stime della lunghezza totale massima variano a seconda del metodo impiegato, con valori compresi tra 14,2 e 20,3 metri. Uno studio del 2015 ha stimato una lunghezza media del corpo di 10,5 metri, sulla base di 544 denti di megalodonte ritrovati in contesti geologici e geografici diversi, inclusi esemplari adulti e giovanili. In confronto, i grandi squali bianchi più grossi sono generalmente lunghi circa 6 metri, sebbene alcuni rapporti – controversi – suggeriscano dimensioni maggiori. Lo squalo balena è il pesce vivente più grande, con una grossa femmina segnalata di lunghezza precaudale pari a 15 metri e una lunghezza totale stimata di 18,8 metri. È possibile che diverse popolazioni di megalodonte in varie parti del mondo avessero dimensioni e comportamenti diversi a seconda delle pressioni ecologiche locali. Tuttavia, è indubbio che tali stime collochino il megalodonte come il più grande squalo macropredatore mai vissuto.
Nel suo libro del 2015, The Story of Life in 25 Fossils: Tales of Intrepid Fossil Hunters and the Wonders of Evolution, Donald Prothero ha proposto stime della massa corporea per esemplari di diverse lunghezze, ricavate da un centro vertebrale e basate sulle dimensioni di un grande squalo bianco. Questa metodologia è stata adottata anche in uno studio del 2008 che ha fornito una stima di massa massima simile.
Nel 2020, Cooper e colleghi hanno ricostruito un modello 2D di megalodonte basato sulle dimensioni di tutti i lamnidi esistenti, suggerendo che un megalodonte di 16 metri avrebbe avuto una testa lunga 4,65 metri, fessure branchiali di 1,41 metri, una pinna dorsale alta 1,62 metri, pinne pettorali di 3,08 metri e una pinna caudale alta 3,85 metri. Nel 2022, gli stessi autori hanno realizzato anche un modello 3D basato sul medesimo approccio, ottenendo una stima di massa corporea di 61,56 tonnellate per un individuo di 16 metri (superiore alle stime precedenti). Per questa estrapolazione è stato utilizzato un campione di colonna vertebrale denominato IRSNB P 9893 (precedentemente IRSNB 3121), appartenente a un individuo di 46 anni proveniente dal Belgio. Un animale di tali dimensioni avrebbe necessitato di 98.175 kcal al giorno, circa 20 volte in più di quelle richieste da un grande squalo bianco adulto.
Un megalodonte maschio maturo potrebbe aver raggiunto una massa corporea compresa tra 12,6 e 33,9 tonnellate, mentre una femmina matura potrebbe arrivare a pesare tra 27,4 e 59,4 tonnellate, presupponendo che i maschi misurassero dai 10,5 ai 14,3 metri e le femmine dai 13,3 ai 17 metri.
Uno studio del 2015 che collega la dimensione di uno squalo alla sua velocità di nuoto tipica ha stimato che il megalodonte nuotasse a circa 18 km/h, assumendo una massa corporea di 48 tonnellate, in linea con quella di altre grandi creature acquatiche, come la balenottera comune (Balaenoptera physalus), che normalmente viaggia tra i 14,5 e i 21,5 km/h. Nel 2022, Cooper e colleghi hanno convertito questa misura in velocità di crociera relativa (lunghezze del corpo al secondo), ottenendo una velocità di crociera assoluta media di 5 km/h e una velocità di crociera relativa di 0,09 lunghezze del corpo al secondo per un megalodonte di 16 metri; secondo gli autori, la velocità assoluta risulta più alta di quella di qualsiasi lamnide vivente, mentre quella relativa è più bassa, in linea con le stime precedenti.

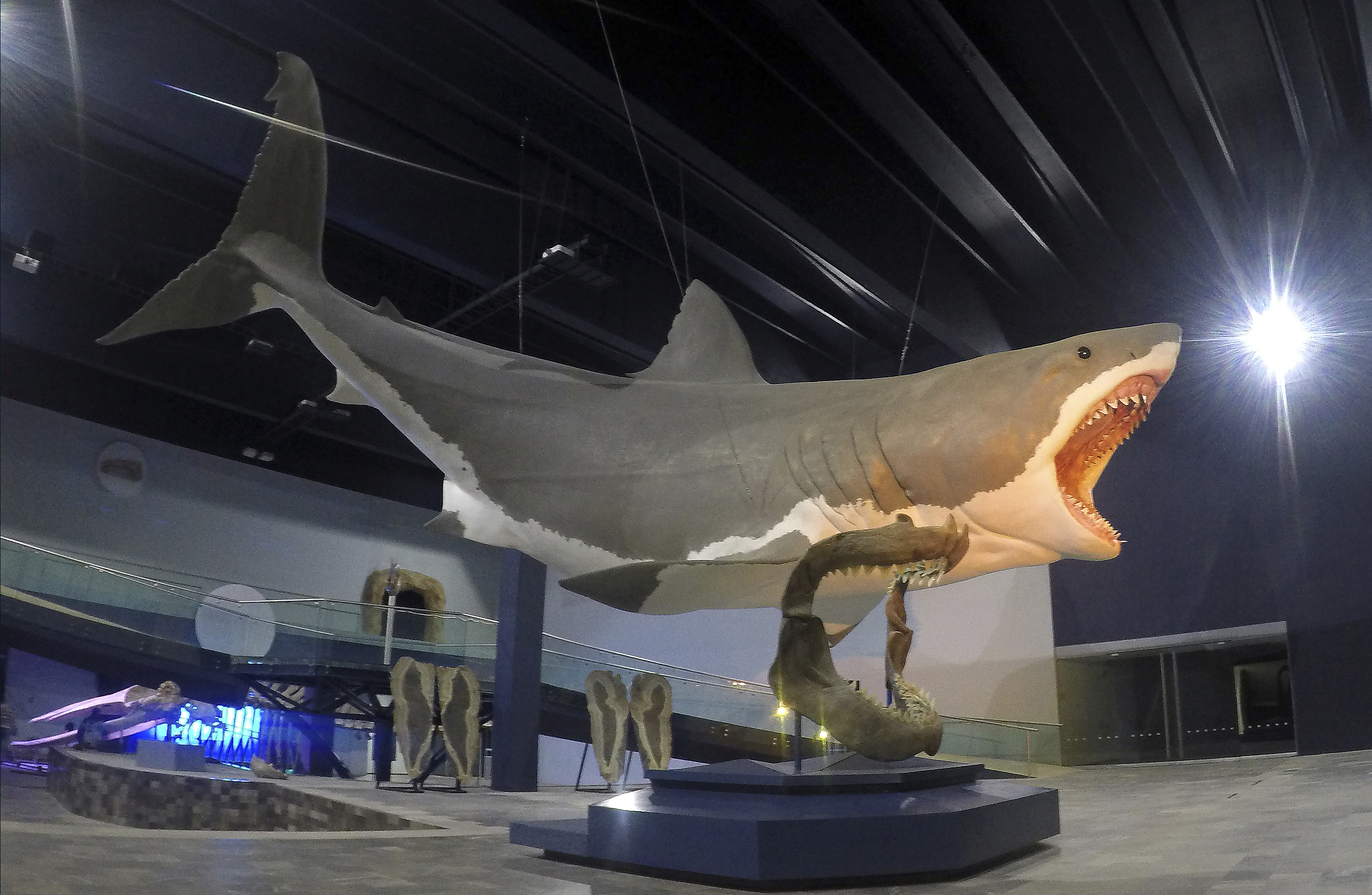
Scultura di 16 metri di megalodonte, al Museo dell'evoluzione di Puebla, Messico

Le grandi dimensioni del megalodonte potrebbero essere state influenzate da fattori climatici, dall'abbondanza di prede di grandi dimensioni e, forse, dallo sviluppo di una endotermia regionale (mesotermia) che ne avrebbe incrementato il metabolismo e la velocità di nuoto. Si ritiene che gli squali otodontidi fossero ectotermi; tuttavia, i più grandi squali ectotermi viventi, come lo squalo balena, sono filtratori, mentre i lamnidi possiedono una endotermia regionale che richiede un metabolismo più elevato, coerente con un comportamento da macropredatore. Dati isotopici dell'ossigeno nei denti, oltre alla necessità di una velocità di nuoto elevata per cacciare prede endotermiche, lasciano supporre che gli otodontidi, incluso il megalodonte, potrebbero essere endotermi regionali.
Nel 2020, Shimada e colleghi hanno avanzato l'ipotesi che le grandi dimensioni derivassero dal cannibalismo intrauterino (in cui l'embrione più grande divora quelli più piccoli), portando a feti progressivamente più grandi e costringendo la madre a raggiungere dimensioni superiori. Ciò avrebbe determinato fabbisogni calorici maggiori, favorendo lo sviluppo dell'endotermia. I maschi, a loro volta, avrebbero dovuto «inseguire» le dimensioni femminili per poter competere con successo nell'accoppiamento (che nei pesci cartilaginei moderni avviene tramite l'utilizzo degli pterigopodi).

#### Stime massime
Il primo tentativo di ricostruire le fauci del megalodonte fu effettuato da Bashford Dean nel 1909 ed esposto all'American Museum of Natural History. Dalle dimensioni di questa ricostruzione fu ipotizzato che il megalodonte potesse avvicinarsi a 30 metri di lunghezza, ipotesi in seguito smentita poiché Dean aveva sovrastimato le dimensioni della cartilagine mascellare, rendendo la ricostruzione troppo alta.
Nel 1973, l'ittiologo John E. Randall usò l'altezza dello smalto (la distanza verticale tra la base dello smalto e la punta del dente) per stimare la lunghezza del megalodonte, ottenendo un valore massimo di circa 13 metri. Tuttavia, l'altezza dello smalto non cresce necessariamente in proporzione alla lunghezza totale dello squalo.
Nel 1994, i biologi marini Patrick J. Schembri e Stephen Papson ipotizzarono che O. megalodon potesse avvicinarsi a una lunghezza massima di circa 24-25 metri.
Nel 1996, i ricercatori Michael D. Gottfried, Leonard Compagno e S. Curtis Bowman proposero una relazione lineare tra la lunghezza totale del grande squalo bianco e l'altezza del dente anteriore superiore più grande, espressa nell'equazione: lunghezza totale (m) = -(0,096) × [altezza massima UA (mm)] - (0,22). Applicando questa formula a un dente di 16,8 cm di altezza, stimarono una lunghezza di 15,9 metri, definita una «stima massima conservativa». Confrontando poi il dente di megalodonte con quello di una femmina di grande squalo bianco lunga 6 metri (allora ritenuta la dimensione più affidabile), ottennero sempre 16,8 metri. Tuttavia, basandosi su un grande squalo bianco di 7,1 metri (registrato in letteratura, seppur controverso), la stima massima arrivava a 20,2 metri.
Nel 2002, il ricercatore Clifford Jeremiah correlò la larghezza della radice di un dente anteriore superiore alla lunghezza totale dello squalo, ipotizzando che ogni centimetro di larghezza corrispondesse a circa 1,4 metri di lunghezza. Il suo dente più grande, con una radice di circa 12 cm, suggeriva così un megalodonte di 16,5 metri.
Sempre nel 2002, il paleontologo Kenshu Shimada (Università DePaul) propose una formula lineare tra l'altezza della corona dentale e la lunghezza totale, basata su analisi anatomiche di diversi campioni, osservando che i metodi precedenti soffrivano di un'omologia dentale incerta tra megalodonte e grande squalo bianco. Usando la formula di Shimada, lo stesso dente anteriore superiore analizzato da Gottfried e colleghi indicherebbe una lunghezza di circa 15 metri. Nella Formazione Gatún di Panama, un dente laterale superiore ha fatto ipotizzare ad altri studiosi una lunghezza di 17,9 metri, utilizzando sempre il modello di Shimada.
Nel 2019, lo stesso Shimada ha rivisto le dimensioni del megalodonte, scoraggiando l'uso di denti non anteriori (la cui posizione è difficile da stabilire con certezza) per le stime. Egli ha preso in considerazione i denti anteriori più grandi noti nelle collezioni museali. Un dente con l'altezza di corona più elevata, NSM PV-19896, ha prodotto un valore di 14,2 metri; mentre un altro dente, FMNH PF 11306, stimato inizialmente in 16,8 cm, si è rivelato poi di 16,2 cm. Applicando l'equazione di Gottfried e colleghi, si è ottenuta una lunghezza stimata di 15,3 metri.
Nel 2021, Victor J. Perez, Ronny M. Leder e Teddy Badaut hanno proposto un metodo basato sulla somma delle larghezze della corona di ogni dente, ricostruendo la formula dentale del megalodonte e comparandola a quella di squali odierni. Hanno rilevato che le equazioni di Shimada 2002, applicate a denti diversi appartenenti allo stesso individuo, potevano dare valori molto distanti (con un errore di ±9 metri), mettendo in dubbio alcune conclusioni precedenti. Utilizzando il dente più grande in loro possesso, GHC 6, con una larghezza di corona di 13,3 cm, hanno calcolato una lunghezza massima di circa 20 metri (±3,5 metri). Questa stima è stata poi supportata anche da Cooper e colleghi nel 2022.
Esistono segnalazioni aneddotiche di denti più grandi di quelli conservati nei musei. Gordon Hubbell di Gainesville (Florida) possiede un dente anteriore superiore di megalodonte con un'altezza massima di 18,4 cm, uno dei più grandi esemplari noti. Inoltre, una ricostruzione di fauci di megalodonte di 2,7 × 3,4 metri, realizzata dal cacciatore di fossili Vito Bertucci, include un dente con altezza massima superiore a 18 cm.

### Denti e forza del morso

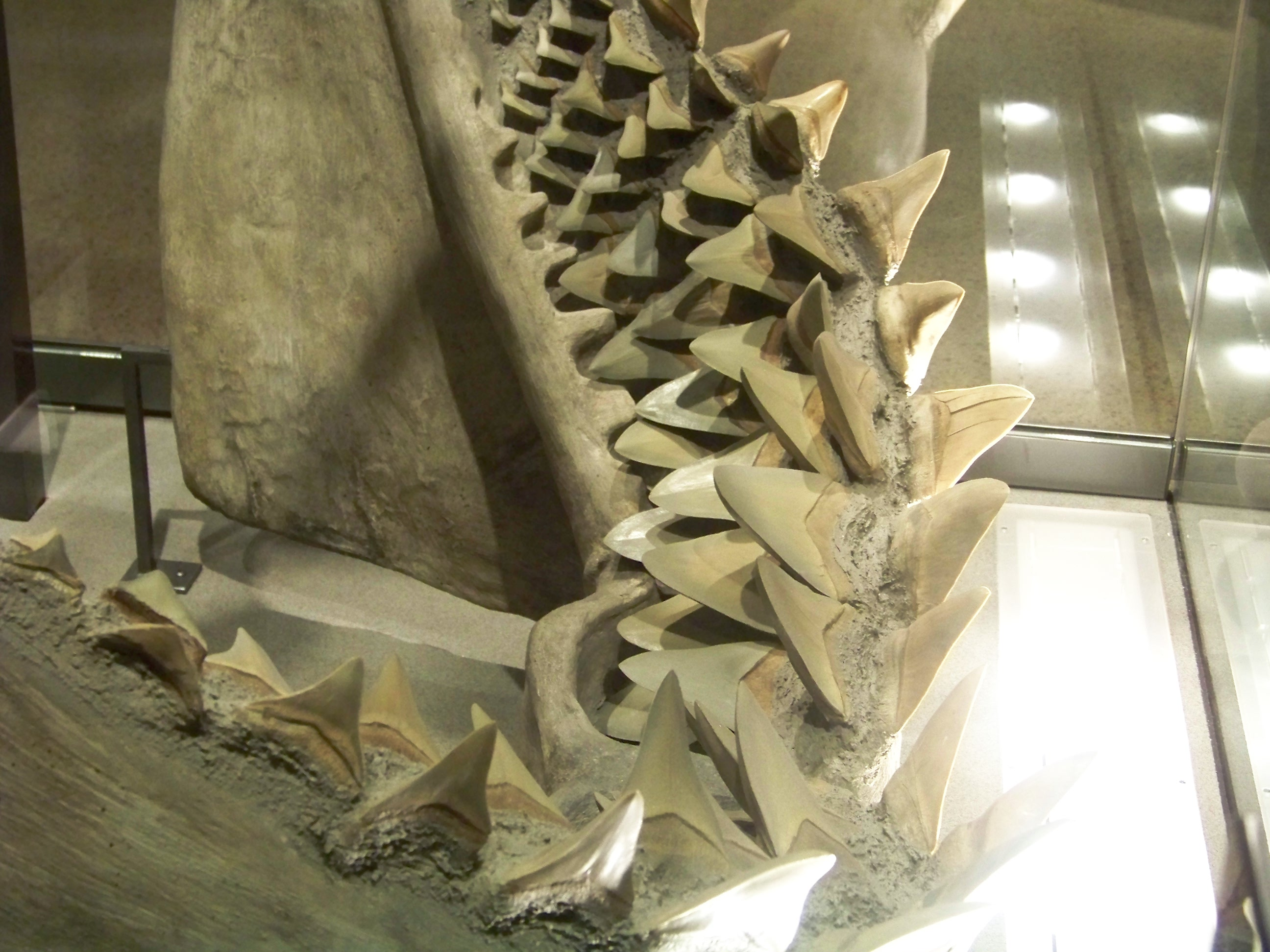
Ricostruzione che mostra la posizione dei denti sostitutivi

I fossili di megalodonte più comuni sono i denti. Tra le loro caratteristiche diagnostiche figurano la forma triangolare, la struttura robusta, le dimensioni considerevoli, le dentellature fini, l'assenza di cuspidi laterali e un collo («colletto») dalla tipica sagoma a V, dove la radice incontra la corona. L'angolo di inserzione nella mascella era ripido, simile a quello del grande squalo bianco, e il dente veniva ancorato tramite fibre di tessuto connettivo. Il lato linguale del dente (rivolto verso la lingua) era convesso, mentre il lato labiale poteva essere leggermente convesso o piatto. I denti anteriori erano pressoché perpendicolari alla mascella e simmetrici, mentre quelli posteriori risultavano obliqui e asimmetrici.
Le dimensioni dei denti variavano considerevolmente, con alcuni esemplari che superavano i 180 mm di altezza obliqua, rendendoli i più grandi tra quelli di qualsiasi specie di squalo conosciuta. Nel 1989 fu scoperta una serie quasi completa di denti di megalodonte a Saitama, in Giappone. Un'altra dentatura associata quasi completa, proveniente dalle formazioni di Yorktown negli Stati Uniti, è servita da base per una ricostruzione delle fauci al National Museum of Natural History (USNM). A partire da questi ritrovamenti, nel 1996 è stata elaborata una formula dentale artificiale per l'animale.
Come evidenziato da tale formula, il megalodonte possedeva quattro tipi di denti: anteriori, intermedi, laterali e posteriori. I denti intermedi sembrerebbero tecnicamente un tipo di anteriore superiore (detto «A3»), essendo quasi simmetrici e non orientati mesialmente. Si stima che il megalodonte possedesse oltre 250 denti, distribuiti su 5 file. Nei grandi esemplari, le mascelle potevano raggiungere anche 2 metri di larghezza, con denti seghettati per facilitare il taglio di carne e ossa. In base alle ricostruzioni, è stato calcolato che questo squalo potesse aprire la bocca a un angolo di circa 75°; una ricostruzione dell'USNM arriva addirittura a ipotizzare 100°.

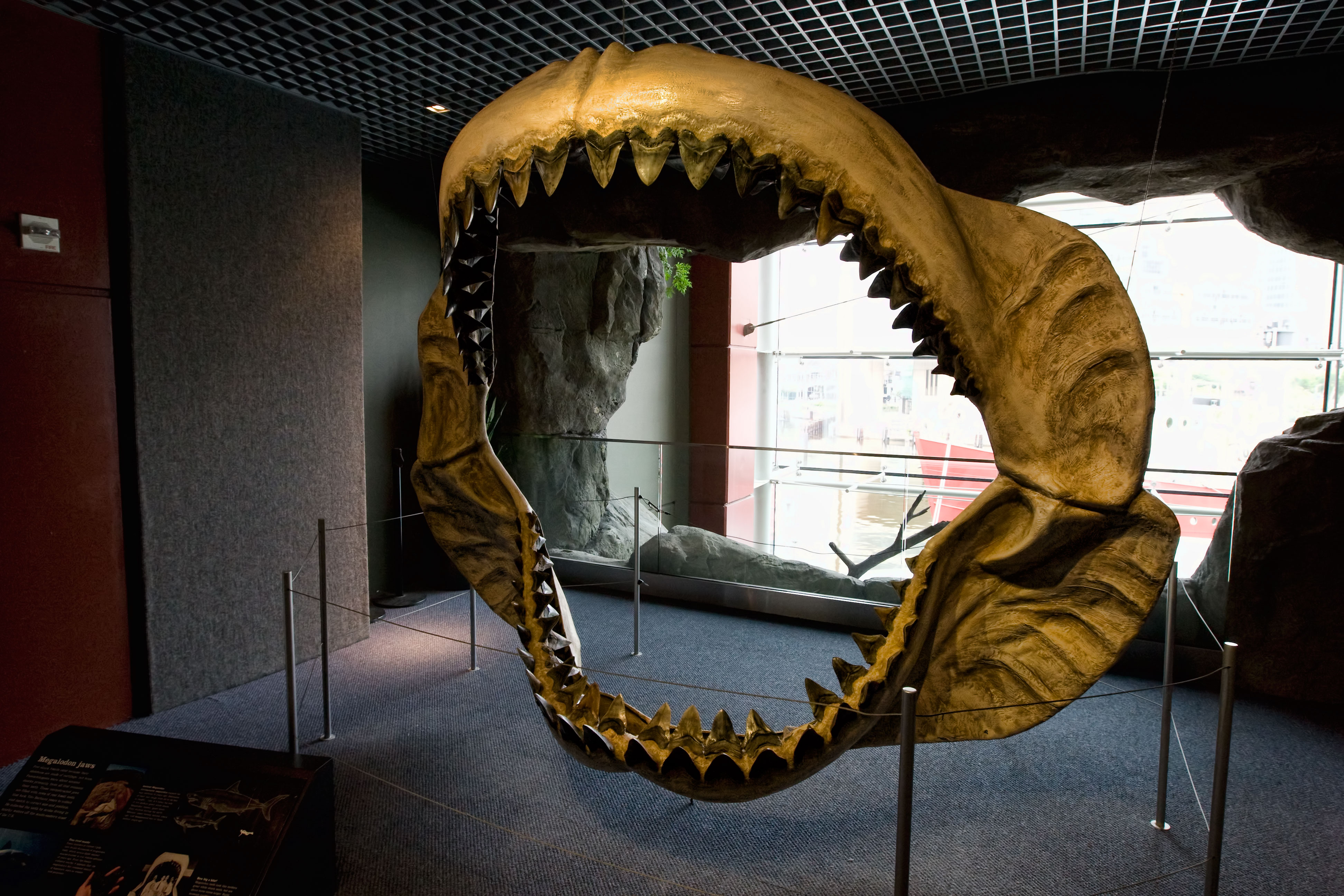
Ricostruzione delle fauci, in mostra al National Aquarium di Baltimora

Nel 2008, un gruppo di ricercatori guidato da S. Wroe ha cercato di valutare la forza del morso del grande squalo bianco (testando un esemplare di 2,5 metri), per poi rapportarla alle dimensioni massime e alla massa corporea del megalodonte, stimata in modo conservativo. I risultati indicavano una forza di morso compresa tra 108.514 e 182.201 newton in un morso posteriore, a confronto dei 18.216 newton per il più grande squalo bianco noto e dei 7.495 newton per il pesce placoderma Dunkleosteus. Inoltre, gli squali muovono la testa lateralmente mentre si nutrono, il che amplificherebbe la forza totale esercitata, raddoppiando di fatto l'impatto sulla preda, e superando perfino la forza stimata per Tyrannosaurus.
Nel 2021, Antonio Ballell e Humberto Ferrón hanno utilizzato un'analisi agli elementi finiti su tre tipi di denti di megalodonte e di altre specie affini, valutando la distribuzione dello stress meccanico in presenza di forze anteriori e laterali (come quando lo squalo scuote la testa per strappare la carne). Le simulazioni hanno mostrato livelli di stress più elevati nei denti di megalodonte sottoposti a carichi laterali rispetto a quelli di O. obliquus e O. angusteidens, se si esclude la variabile «dimensione del dente». Ciò suggerisce che la morfologia dentale del megalodonte non fosse soltanto il risultato di un cambio di dieta verso i mammiferi marini, ma anche (o forse soprattutto) un sottoprodotto dell'aumento di taglia conseguente a processi di selezione eterocronica.

### Anatomia interna

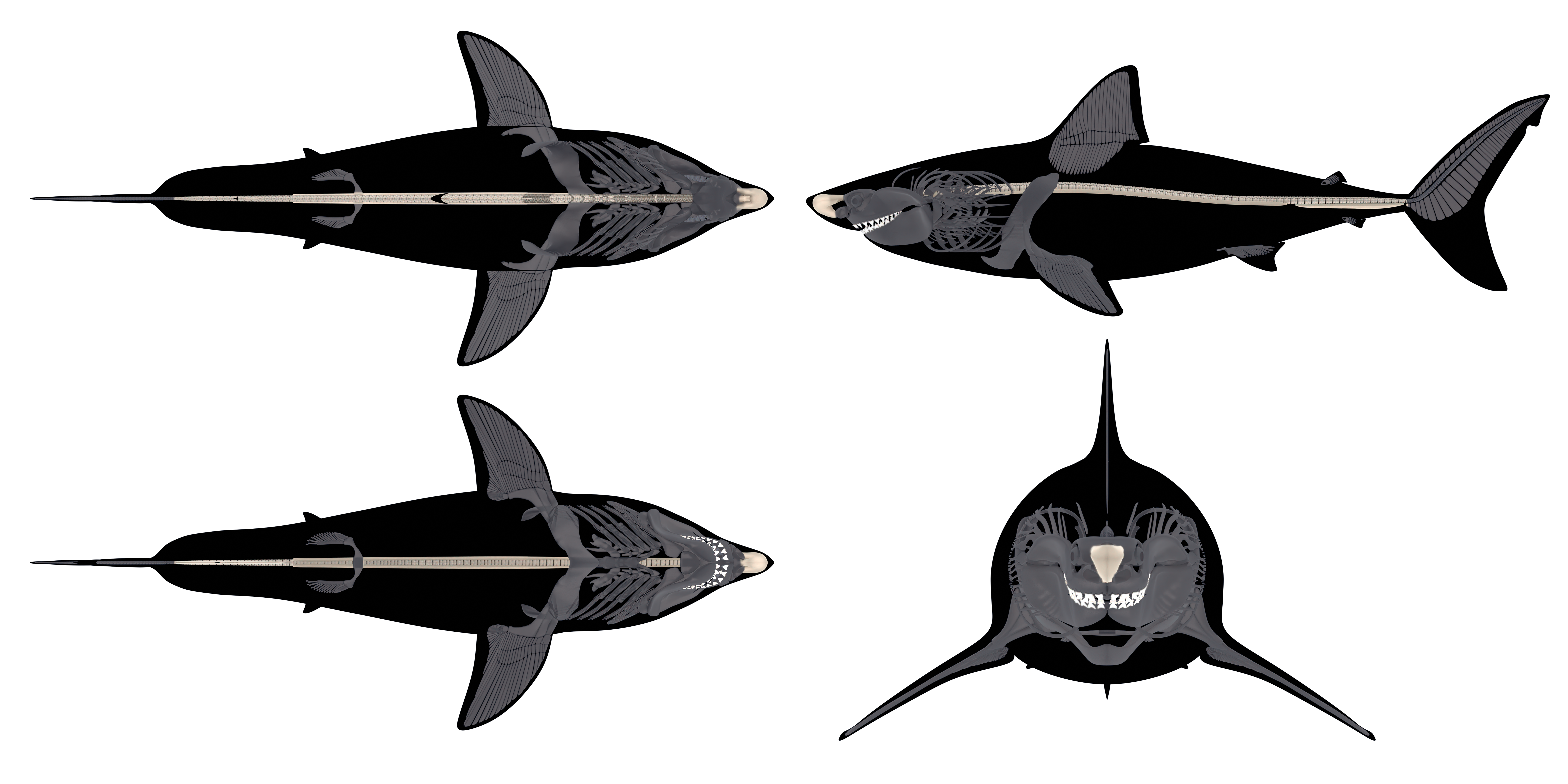
Ricostruzione dello scheletro di O. megalodon basato sui lamniformi moderni, con in evidenza gli elementi noti

Il megalodonte è noto nel record fossile principalmente attraverso denti, centri vertebrali e coproliti. Come tutti gli squali, possedeva uno scheletro cartilagineo anziché osseo, e ciò spiega la scarsa conservazione di gran parte del suo corpo. Per sostenere una dentatura così ampia, le mascelle del megalodonte dovevano essere più massicce e robuste rispetto a quelle del grande squalo bianco, che appare relativamente più gracile. Anche il condrocranio (cranio cartilagineo) sarebbe stato più grande e robusto. Le pinne, a loro volta, sarebbero risultate notevolmente più estese in proporzione al resto del corpo.
Oltre ai denti, sono state rinvenute alcune vertebre fossili. Tra i ritrovamenti più importanti si segnala una colonna vertebrale parziale scoperta nel bacino di Anversa (Belgio) nel 1926, composta da 150 centri vertebrali con diametri da 55 a 155 mm. Non si tratta, tuttavia, di un insieme completo e alcune vertebre mancanti avrebbero potuto essere ancora più grandi; un'analisi dettagliata ha rivelato un numero di vertebre eccezionalmente elevato rispetto a qualsiasi altro squalo noto (oltre 200), superato solo dal grande squalo bianco in termini di conteggio. Un'altra colonna vertebrale parziale è stata trovata nella Formazione Gram in Danimarca nel 1983, con 20 centri vertebrali dal diametro compreso tra 100 e 230 mm.

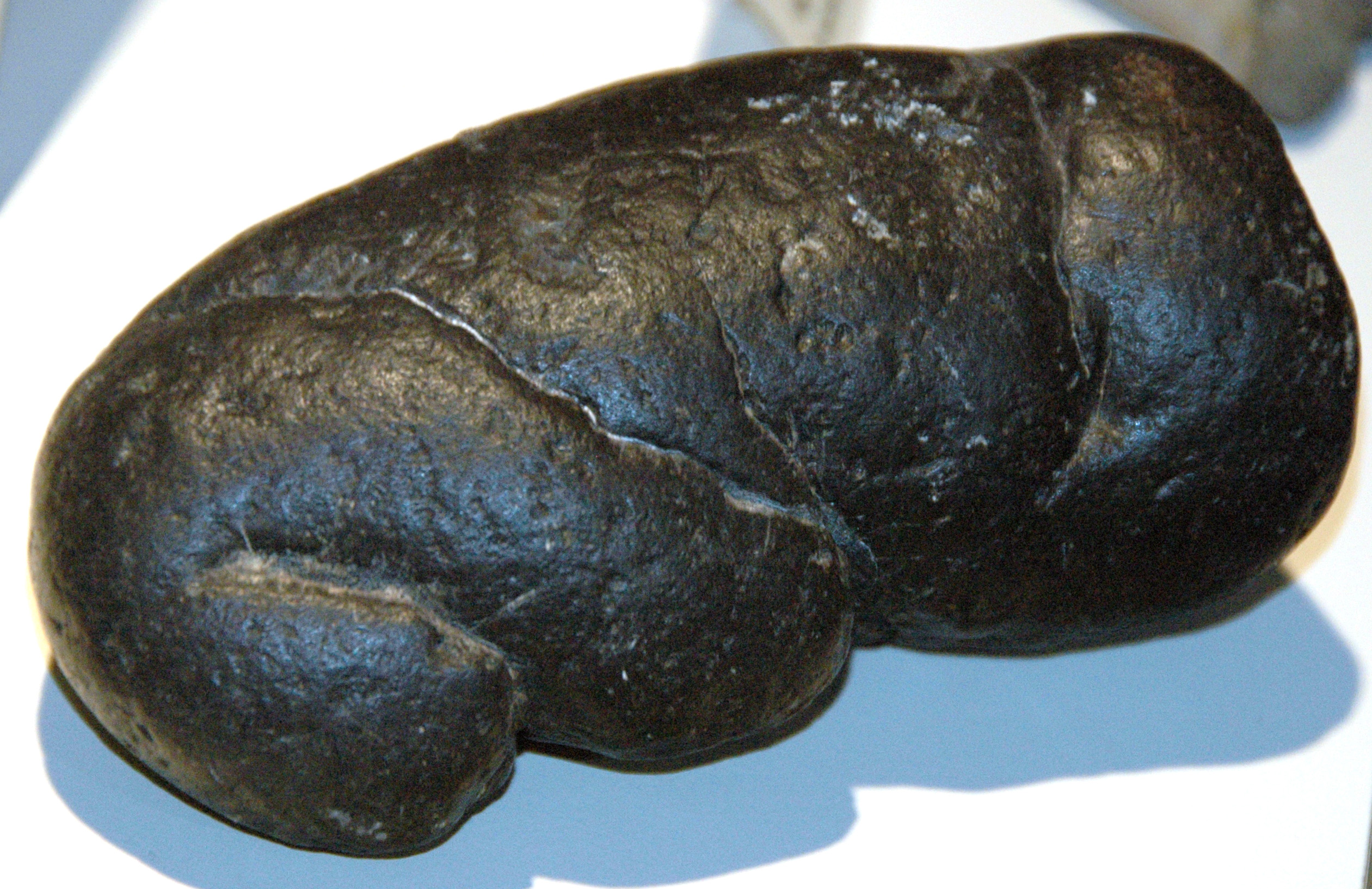
Coprolite attribuito al megalodonte

Sono noti anche alcuni coproliti attribuiti al megalodonte, di forma spirale, a testimonianza della presenza di una valvola spiraliforme nell'intestino inferiore, tipica degli squali lamniformi. Un coprolite del Miocene, scoperto nella Contea di Beaufort (Carolina del Sud), misura circa 14 cm di lunghezza.
Gottfried e colleghi hanno ricostruito uno scheletro completo di megalodonte, esposto successivamente al Calvert Marine Museum (Stati Uniti) e all'Iziko South African Museum. Questa ricostruzione è lunga 11,3 metri e rappresenta un maschio maturo, basata sui cambiamenti ontogenetici osservabili nel grande squalo bianco durante la crescita.

## Paleobiologia

### Distribuzione
Il megalodonte aveva una distribuzione cosmopolita, vale a dire che i suoi fossili sono stati ritrovati in varie parti del mondo, fra cui Europa, Africa, Americhe e Australia, ed è riscontrato più comunemente a latitudini da subtropicali a temperate. Fossili di questa specie sono stati rinvenuti fino a latitudini di 55° N; sulla base di tali ritrovamenti, si stima che il suo intervallo di temperature tollerate andasse da 1 a 24 °C. Il megalodonte probabilmente poteva sopportare temperature così basse grazie alla mesotermia, cioè la capacità fisiologica, tipica dei grandi squali, di conservare il calore metabolico e mantenere una temperatura corporea superiore a quella dell'acqua circostante.
Questo squalo abitava un'ampia gamma di ambienti marini (acque costiere poco profonde, aree di risalita costiera, lagune paludose, litorali sabbiosi e acque più profonde al largo) e conduceva uno stile di vita transitorio. Gli individui adulti non erano molto comuni negli ambienti di acque poco profonde, preferendo le aree al largo. È possibile che i megalodonti si spostassero fra acque costiere e oceaniche durante le diverse fasi del loro ciclo vitale.
Le evidenze fossili mostrano inoltre una tendenza a individui più grandi della media nell'emisfero meridionale rispetto a quello settentrionale, con lunghezze medie rispettivamente di 11,6 e 9,6 metri; questa tendenza sembra rispecchiarsi anche a livello oceanico, dato che gli esemplari provenienti dal Pacifico risultano più grandi di quelli dell'Atlantico (lunghezze medie di 10,9 e 9,5 metri). Tuttavia, non esistono prove che indichino un cambiamento delle dimensioni corporee in relazione alla latitudine assoluta né un mutamento nel tempo (sebbene si ipotizzi che il lignaggio dei Carcharocles, in generale, mostri un aumento graduale delle dimensioni). La lunghezza modale complessiva è stimata a 10,5 metri, con una distribuzione delle lunghezze spostata verso esemplari di maggiori dimensioni, il che suggerisce un vantaggio ecologico o competitivo legato a una stazza superiore.

### Dieta

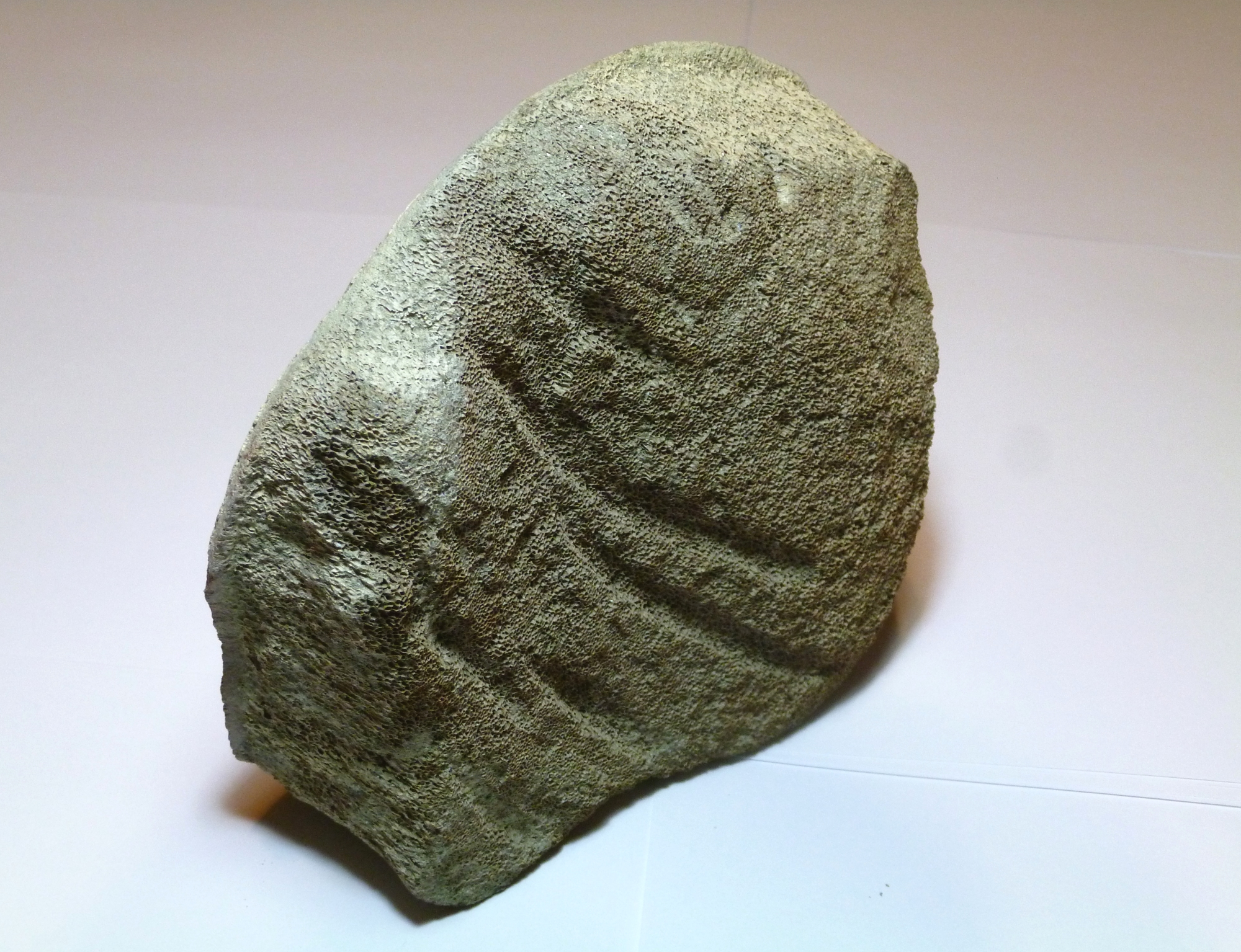
Vertebra di una balena morsa a metà da un megalodonte con squarci visibili dei denti.

Benché gli squali siano di norma predatori opportunisti, la mole del megalodonte, unita alla capacità di nuotare ad alta velocità e alle potenti mascelle (dotate di un imponente apparato masticatore), lo rendeva un superpredatore in grado di cacciare un ampio spettro di animali, nonché uno dei predatori più potenti mai esistiti. Uno studio sugli isotopi di calcio in squali e razze estinti ed esistenti ha mostrato che il megalodonte si collocava a un livello trofico più elevato rispetto al contemporaneo grande squalo bianco, ossia più in alto nella catena alimentare.
Le prove fossili indicano che il megalodonte predasse diverse specie di cetacei, fra cui delfini, piccole balene, cetoteri, squalodonti (delfini «dai denti di squalo»), capodogli, balene franche e balenottere. È probabile che cacciasse anche altri grandi animali marini, come foche, sireni, bradipi marini, pinguini, tartarughe marine e grossi pesci, compresi altri squali. Numerose ossa di balena presentano squarci e segni di morsi riconducibili ai denti di megalodonte. Denti di megalodonte sono stati rinvenuti in stretta associazione con resti masticati di balene, talvolta proprio accanto ad essi.
L'ecologia alimentare di questo squalo pare variare con l'età e a seconda dei siti, analogamente a quanto osservato nel grande squalo bianco odierno. È ipotizzabile che la popolazione adulta di megalodonti, al largo delle coste peruviane, predasse perlopiù balene cetotere fra 2,5 e 7 metri di lunghezza, oltre ad altre prede più piccole, invece di puntare a grandi balene della propria taglia. I giovani, probabilmente, si nutrivano soprattutto di pesci.

### Competizione

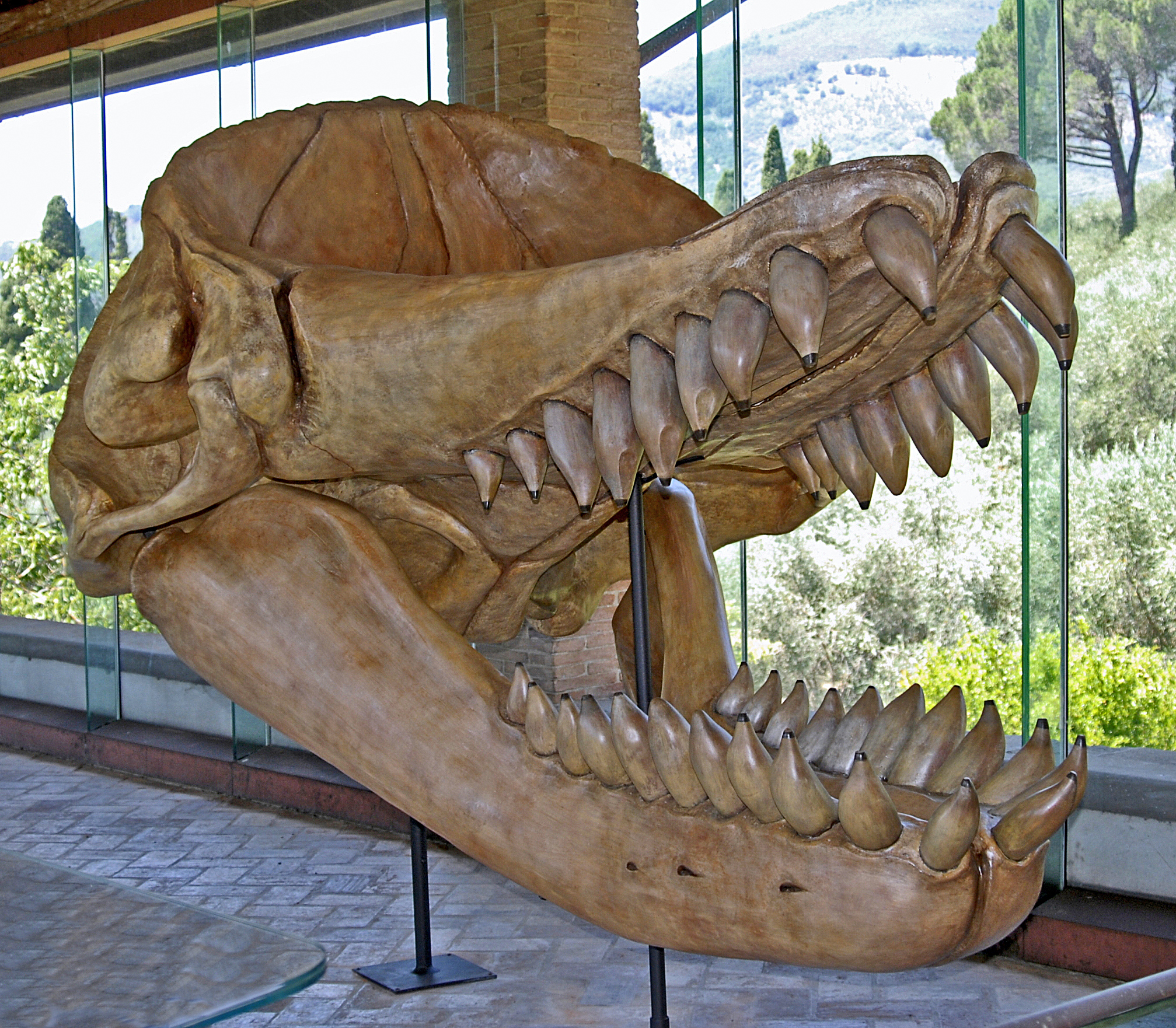
Il megalodonte potrebbe aver dovuto affrontare la concorrenza dei capodogli macroraptoriali, come Livyatan

Il megalodonte si trovava in un ambiente marino altamente competitivo, e la sua posizione all'apice della catena alimentare ne influenzava profondamente la struttura delle comunità. Le tracce fossili mostrano una correlazione tra la comparsa del megalodonte e l'emergere (nonché la diversificazione) di cetacei e altri mammiferi marini. I giovani tendevano ad abitare aree ricche di piccoli cetacei, mentre gli adulti preferivano zone dove fossero presenti cetacei di maggiori dimensioni. È plausibile che tali preferenze si siano delineate poco dopo la comparsa di C. megalodon nell'Oligocene.
Tuttavia, i megalodonti non erano gli unici grandi predatori specializzati nella caccia ai cetacei. Infatti, convivevano con alcuni odontoceti predatori, come i capodogli «macroraptoriali» e gli squalodontidi, anch'essi considerati superpredatori dei rispettivi ecosistemi e rivali del megalodonte. Alcuni di questi raggiunsero dimensioni notevoli: il capodoglio Livyatan, ad esempio, poteva raggiungere 13,5-17,5 metri. Denti fossili di un physeteroide indeterminato della miniera di Lee Creek (Carolina del Nord) suggeriscono un animale di 8-10 metri di lunghezza e un'aspettativa di vita di circa 25 anni, molto inferiore ai 65 anni di orche di analoga taglia: ciò indica che, a differenza di queste ultime (predatori all'apice), tali physeteroidi fossero soggetti alla predazione da parte di specie più grandi, come lo stesso megalodonte o Livyatan. Nel Miocene superiore, intorno a 11 milioni di anni fa, la varietà e l'abbondanza dei capodogli macroraptoriali diminuì fortemente. Altre specie potrebbero aver occupato la nicchia ecologica rimasta libera nel Pliocene, tra cui l'orca fossile Orcinus citoniensis, che con ogni probabilità era un predatore di gruppo, capace di attaccare prede più grandi di sé, benché ciò sia discusso, e forse si trattava piuttosto di un predatore generalista piuttosto che di uno specialista di grandi mammiferi marini.
Anche gli altri squali subivano la forte competizione esercitata dai megalodonti. Il megalodonte potrebbe aver escluso i grandi squali bianchi contemporanei da certe aree, spingendoli a popolare soprattutto le acque più fredde dell'epoca. In zone dove gli areali sembrano sovrapposti, come nella Bassa California durante il Pliocene, è possibile che megalodonte e grande squalo bianco frequentassero la stessa area in periodi diversi dell'anno, seguendo migrazioni preda-specifiche. Vi sono inoltre indizi che il megalodonte potesse praticare il cannibalismo, come accade negli squali moderni.

### Predazione

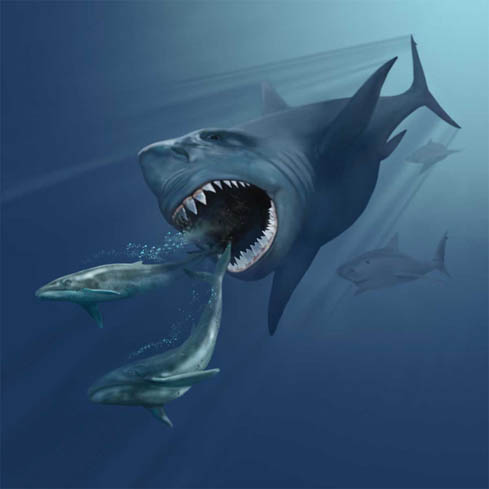
Ricostruzione artistica di un megalodonte che insegue due balene Eobalaenoptera

Gli squali ricorrono spesso a strategie di caccia complesse per affrontare prede di grandi dimensioni, e si ipotizza che quelle del grande squalo bianco possano essere paragonate a quelle del megalodonte. Tuttavia, i segni di morso di megalodonte rinvenuti sui fossili di balena suggeriscono che quest'ultimo adottasse tattiche diverse da quelle del grande squalo bianco quando cacciava grandi prede.
Un caso particolare riguarda i resti di un misticeto lungo 9 metri, del Miocene, che rappresentano la prima opportunità di analisi quantitativa sul metodo di caccia di questo animale. A differenza dei grandi squali bianchi, che mirano al ventre della preda, il megalodonte probabilmente puntava a cuore e polmoni, sfruttando denti massicci, apertura mascellare e forza del morso per frantumare le ossa, come testimoniato dai segni di morsi su gabbie toraciche e altre strutture scheletriche di balene attaccate. Inoltre, sembra che il megalodonte variasse l'approccio in base alle dimensioni della preda: reperti di cetoteri (piccoli cetacei) suggeriscono che questi fossero speronati dal basso con notevole violenza, provocando fratture da compressione, prima di essere finiti e divorati.
Esistono prove che il megalodonte adottasse strategie di caccia mirate anche contro i capodogli macroraptoriali. Un dente di physeteroide indeterminato lungo circa 4 metri, simile a quelli di Acrophyseter, rinvenuto nella miniera di fosfato di Nutrien Aurora (Carolina del Nord), mostra segni di morso compatibili con un attacco del megalodonte o di O. chubutensis diretto alla testa del cetaceo. Anche se non si può escludere una successiva azione di saprofagia, la zona del morso e l'estensione del danno suggeriscono un comportamento predatorio finalizzato a colpire direttamente la mascella, rompendo l'osso con un morso molto potente. Questo fossile rappresenta la prima evidenza di un'interazione antagonista fra un capodoglio macroraptoriale e uno squalo otodontide nella documentazione fossile.
Con il Pliocene comparvero cetacei di taglia maggiore. Sembra che il megalodonte abbia affinato ulteriormente le proprie tecniche di caccia per sopraffare queste balene più grandi. Diverse ossa fossili di pinne e vertebre caudali di grandi balene risalenti a questo periodo presentano segni di morsi di megalodonte, indicando che lo squalo mirasse alle strutture deputate alla locomozione, così da immobilizzare la preda prima di ucciderla e cibarsene.

### Crescita e riproduzione

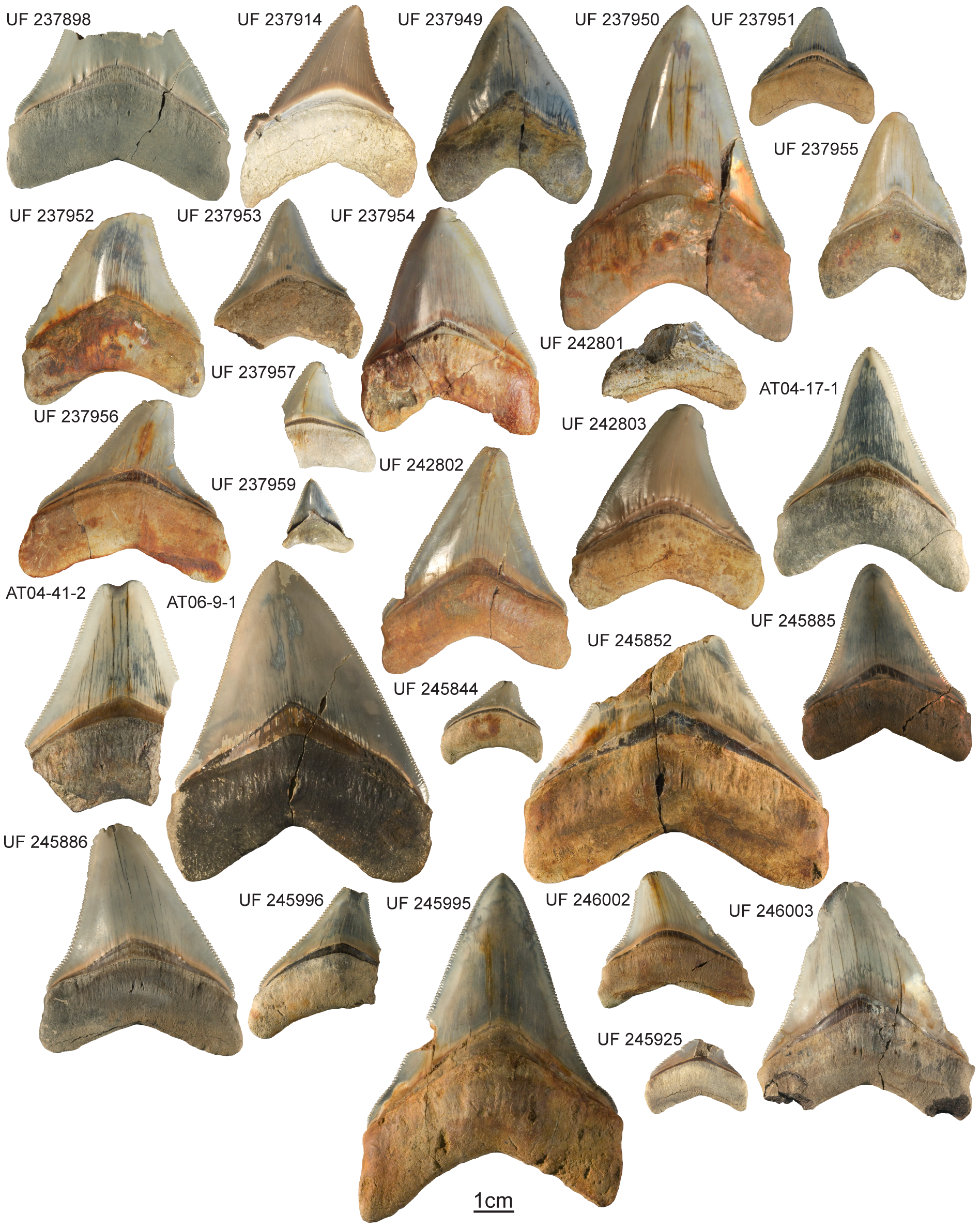
Collezione di denti di giovani megalodonti e di O. chubutensis da una probabile nursery nella Formazione Gatún, Panama

Nel 2010, Ehret stimò che il megalodonte avesse un tasso di crescita molto rapido, quasi doppio rispetto a quello del grande squalo bianco odierno, e che il rallentamento o l'arresto della crescita somatica si verificasse intorno ai 25 anni, implicando una maturità sessuale estremamente tardiva. Nel 2021, Shimada e colleghi hanno calcolato il tasso di crescita di un individuo lungo circa 9,2 metri sulla base di un campione di colonna vertebrale (ritrovata in Belgio) che presentava anelli di crescita annuali su tre delle sue vertebre. Shimada ha dedotto che l'animale morì a 46 anni, crescendo di 16 cm all'anno e misurando 2 metri alla nascita. Per un esemplare di 15 metri, da loro considerata la taglia massima, ciò implicherebbe una longevità compresa fra 88 e 100 anni. Nel 2022, tuttavia, Cooper e colleghi hanno avanzato una stima di quasi 16 metri per lo stesso individuo di 46 anni, basandosi su una ricostruzione 3D che ha portato la lunghezza totale della colonna vertebrale a 11,1 metri. Gli autori hanno spiegato la discrepanza sottolineando che Shimada e collaboratori si erano basati soltanto sulla misura del centro vertebrale.
Come vari squali odierni, il megalodonte probabilmente sfruttava aree di «nursery» per far nascere e allevare i piccoli, preferendo acque costiere calde ricche di cibo e relativamente sicure dai predatori. Tali nursery sono state identificate nella Formazione Gatún a Panama, nella Formazione Calvert nel Maryland, presso il Banco de Concepción alle Canarie e nella Formazione Bone Valley in Florida. Poiché tutti i lamniformi viventi partoriscono piccoli vivi, è ragionevole supporre che anche il megalodonte facesse lo stesso. I neonati misuravano circa 2-3,5 metri, e in tale fase avrebbero potuto essere preda di altri squali, come lo squalo martello maggiore (Sphyrna mokarran) o lo squalo dai denti storti (Hemipristis serra). Le preferenze dietetiche dei megalodonti subivano un cambiamento ontogenetico: i giovani attaccavano principalmente pesci, tartarughe marine, dugonghi, e piccoli cetacei, mentre gli adulti consumavano prede ben più grandi, come i grossi cetacei d'alto mare. 
Un caso raro nella documentazione fossile suggerisce che alcuni giovani megalodonti potrebbero aver tentato di cacciare addirittura grandi balenottere. Sono stati rinvenuti tre segni di denti, attribuiti a uno squalo pliocenico di 4-7 metri, su una costola di una balenottera azzurra o di una megattera ancestrale; i segni di guarigione dimostrano che la balena sopravvisse all'attacco. Si ritiene che il responsabile fosse un giovane megalodonte, forse in un'aggressione troppo ambiziosa.

## Estinzione

### Cambiamenti climatici
Durante il «regno» del megalodonte, la Terra subì numerosi cambiamenti che influenzarono profondamente la vita marina. Una tendenza al raffreddamento, iniziata nell'Oligocene (circa 35 milioni di anni fa), portò infine alla glaciazione dei poli, mentre vari eventi geologici modificarono in modo permanente correnti e precipitazioni; tra questi ultimi, la chiusura della rotta marittima centroamericana e le variazioni nell'oceano Tetide, che contribuirono al raffreddamento degli oceani. L'interruzione della Corrente del Golfo impedì alle acque ricche di nutrienti di raggiungere i principali ecosistemi marini frequentati dal megalodonte, con possibili ripercussioni negative sulle sue fonti alimentari. Tra i 5 milioni e i 12 mila anni fa si verificò la maggiore fluttuazione del livello del mare dell'intera era Cenozoica, causata dall'espansione dei ghiacciai ai poli, con effetti negativi sugli ambienti costieri e un probabile contribuito all'estinzione del megalodonte, così come di molti altri membri della megafauna marina coeva. Questi cambiamenti oceanografici, in particolare l'abbassamento del livello del mare, potrebbero aver distrutto le nursery del megalodonte – aree di acque calde e poco profonde – ostacolandone la riproduzione. Tali zone rivestono un ruolo fondamentale per la sopravvivenza di molte specie di squali, poiché proteggono i giovani da eventuali predatori.
Poiché il suo areale non sembrava estendersi alle acque fredde, il megalodonte potrebbe non essere stato in grado di trattenere sufficiente calore metabolico per sopravvivere in acque polari, restando così confinato a quelle più calde. I reperti fossili confermano la sua assenza nelle regioni che, durante il Pliocene, subirono un abbassamento significativo della temperatura marina in tutto il mondo. Tuttavia, un'analisi della distribuzione del megalodonte nel tempo indica che il raffreddamento non ebbe un ruolo diretto nella sua scomparsa. L'areale di C. megalodon nel Miocene e nel Pliocene non era correlato alle fluttuazioni termiche: sebbene la sua presenza e diffusione calassero nel Pliocene, esso continuava a sopravvivere a latitudini più fredde, potendosi trovare in acque con temperatura media compresa fra 12 e 27 °C (e un intervallo totale compreso fra 1 e 33 °C). Questa osservazione suggerisce che l'estensione globale degli habitat adatti non sia stata gravemente ridotta dai cambiamenti termici intervenuti. Tali evidenze appaiono coerenti con l'ipotesi che il megalodonte fosse un animale mesotermo.

### Cambiamenti nell'ecosistema

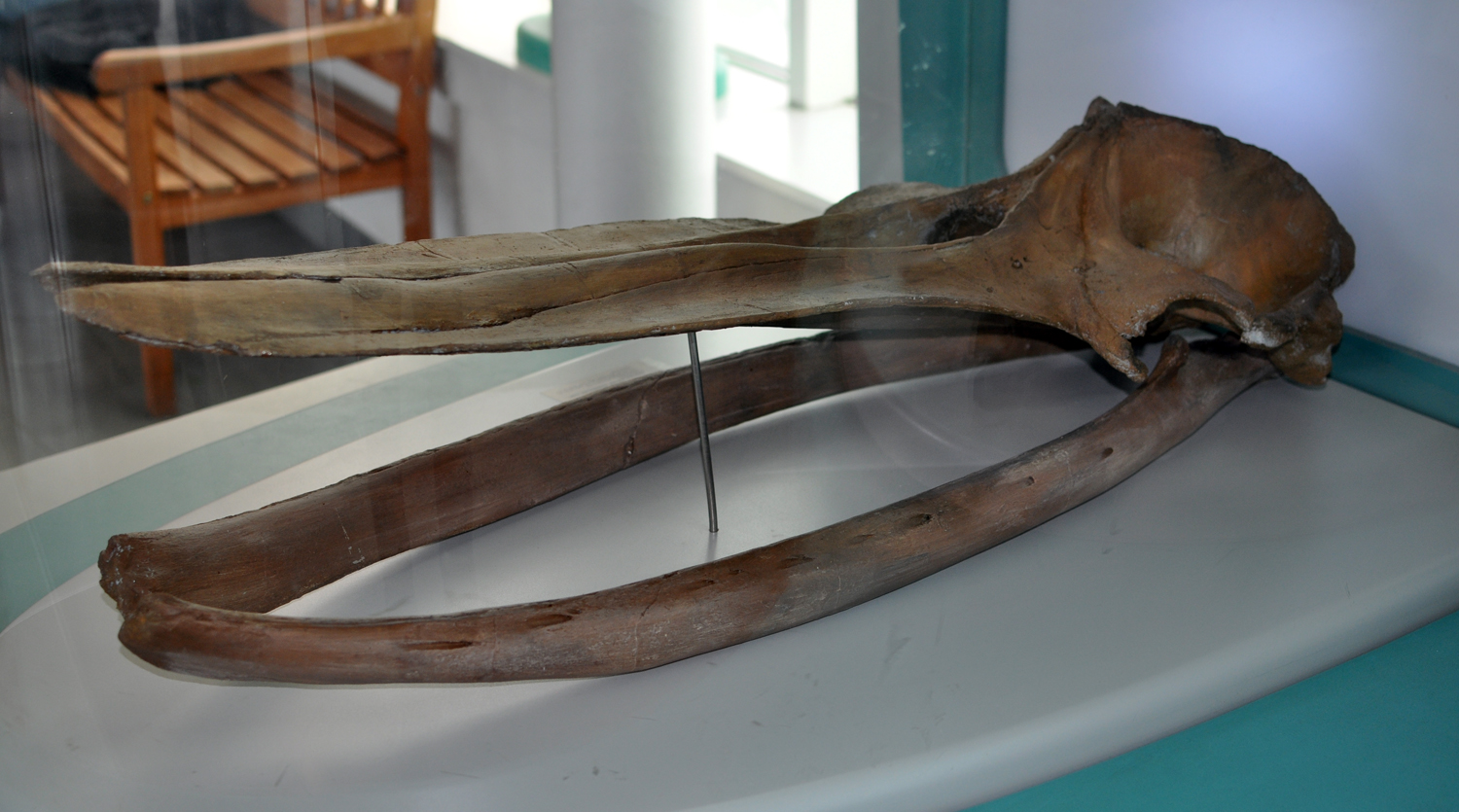
Il megalodonte potrebbe essersi coestinto con specie di balene più piccole, come Piscobalaena nana

I mammiferi marini raggiunsero il loro picco di diversità nel Miocene, con oltre 20 generi miocenici di misticeti riconosciuti, contro i soli sei generi esistenti attualmente. Questa varietà costituiva un ambiente ottimale per sostenere un superpredatore quale il megalodonte. Entro la fine del Miocene, tuttavia, molte specie di misticeti si erano già estinte; quelle sopravvissute potrebbero essersi evolute in nuotatori più rapidi e quindi più difficili da predare. In aggiunta, la chiusura della rotta marittima centroamericana causò un forte calo nella diversità e nell'abbondanza di balene tropicali. L'estinzione del megalodonte coincide col declino di numerosi piccoli lignaggi di misticeti, da cui è possibile ipotizzare che ne dipendesse in misura significativa per il cibo. Inoltre, l'estinzione della megafauna marina avvenuta nel Pliocene portò alla scomparsa del 36% delle grandi specie marine, inclusi il 55% dei mammiferi marini, il 35% degli uccelli marini, il 9% degli squali e il 43% delle tartarughe; in maniera selettiva, essa interessò gli endotermi e i mesotermi più dei poichilotermi, implicando una riduzione delle fonti alimentari e risultando coerente con il fatto che il megalodonte fosse mesotermico. Probabilmente questo squalo divenne letteralmente «troppo grande» per far fronte alla diminuzione delle risorse alimentari. Il contestuale raffreddamento degli oceani nel Pliocene può avergli precluso le aree polari, dove si spostavano le grandi balene.
Si pensa inoltre che la competizione con grandi odontoceti (come i capodogli macroraptoriali del Miocene) e con un esponente del genere Orcinus (Orcinus citoniensis) apparso nel Pliocene possa aver giocato un ruolo nel declino e poi nell'estinzione del megalodonte. Questa ipotesi è però dibattuta: le orche (sottofamiglia Orcininae) si affermano nel Pliocene medio, e O. citoniensis è nota dal Pliocene italiano, con forme analoghe segnalate anche nel Pliocene inglese e sudafricano; tali orche avrebbero tollerato acque via via più fredde alle alte latitudini. Alcuni studi inizialmente ipotizzavano che fossero macrofaghe, ma analisi più approfondite indicano che predassero soprattutto pesci. D'altro canto, i fossili più recenti di capodogli macroraptoriali giganti, come Livyatan, provenienti da Australia e Sudafrica, risalgono a circa 5 milioni di anni fa. Altri, come Hoplocetus e Scaldicetus, occupavano una nicchia paragonabile a quella delle attuali orche, ma scomparvero entro il Pliocene. I membri del genere Orcinus diventarono più grandi e iniziarono a cacciare prede di dimensioni maggiori solo dopo quest'epoca, nel Pleistocene.
Il paleontologo Robert Boessenecker e colleghi, dopo aver rivalutato i reperti fossili del megalodonte per escludere errori di datazione, hanno concluso che l'animale scomparve circa 3,5 milioni di anni fa. Secondo la loro ipotesi, il megalodonte avrebbe subito una frammentazione dell'areale a seguito di cambiamenti climatici, e la competizione con i grandi squali bianchi potrebbe aver contribuito alla sua fine. Questa prospettiva è condivisa anche in altri studi, pur rimanendo in attesa di ulteriori conferme. È plausibile, in definitiva, che più fattori ambientali ed ecologici (cambiamento climatico e limitazioni termiche, calo delle prede e competizione con i grandi squali bianchi) abbiano influito sul declino e sull'estinzione del megalodonte.
L'estinzione del megalodonte favorì ulteriori trasformazioni nelle comunità marine. Dopo la sua scomparsa, i misticeti iniziarono a crescere significativamente di dimensioni, benché questo fenomeno possa essere correlato anche ad altri cambiamenti climatici. Inoltre, l'uscita di scena del megalodonte ebbe ripercussioni positive per altri superpredatori coevi, come il grande squalo bianco, che poté espandersi in zone precedentemente occupate dal rivale estinto.

## Nella cultura popolare

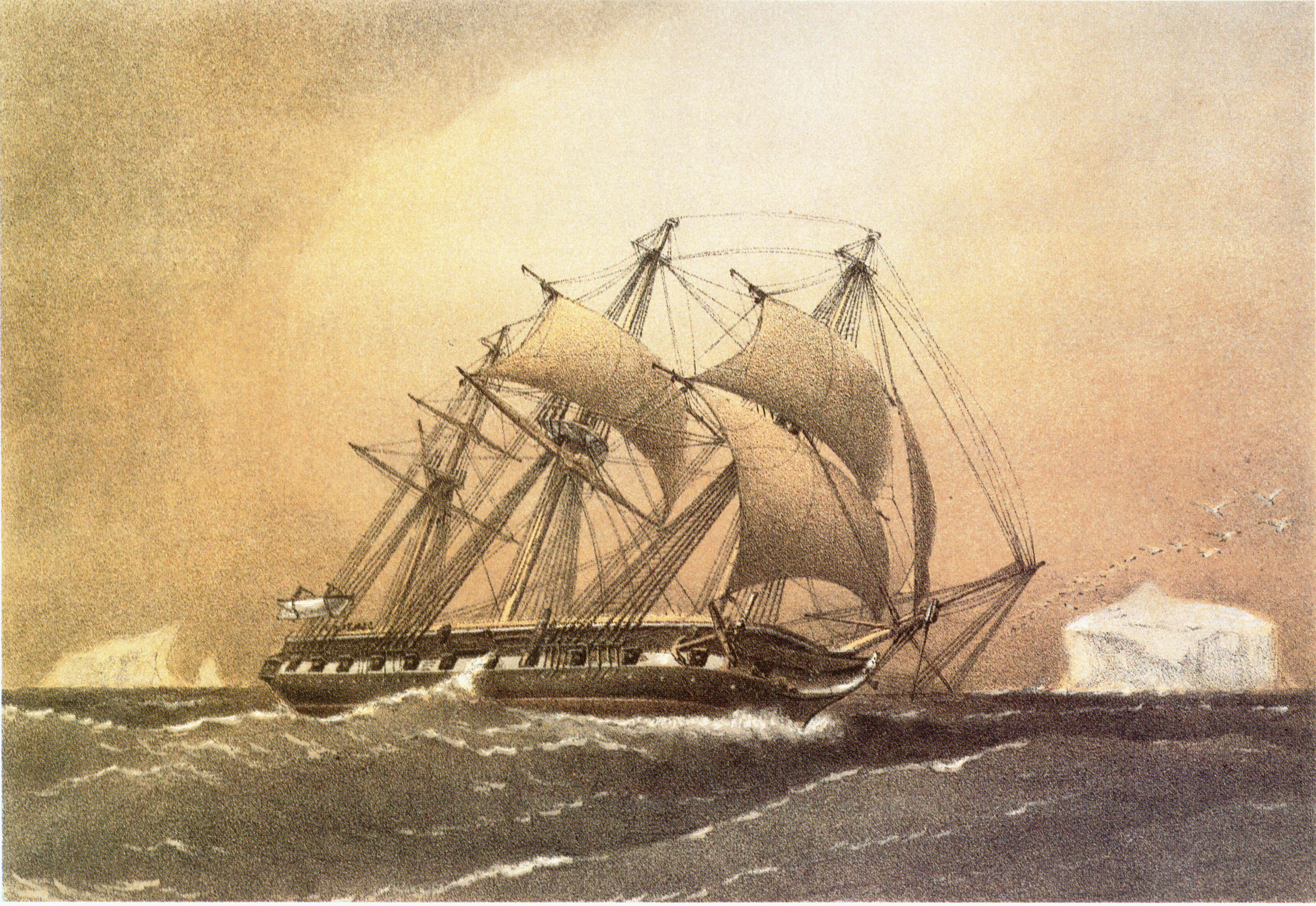
L'HMS Challenger scoprì dei denti di megalodonte che furono erroneamente datati tra i 11.000 e i 24.000 anni.

Trattandosi del più grande squalo mai esistito, il megalodonte gode di una notevole fama, venendo ritratto in numerose opere narrative, tra cui film e romanzi, e continua a essere un soggetto popolare nelle storie incentrate su mostri marini.
I rapporti sulla scoperta di denti di megalodonte apparentemente molto recenti, come quelli rinvenuti dall'HMS Challenger nel 1873 e datati nel 1959 dallo zoologo Wladimir Tschernezky a un'età compresa fra 11.000 e 24.000 anni, hanno contribuito a diffondere l'idea che il megalodonte possa essersi estinto più tardi o addirittura essere sopravvissuto fino ai giorni nostri, ipotesi sostenuta da alcuni criptozoologi. Tali affermazioni, tuttavia, sono state screditate: si trattava con ogni probabilità di denti ben conservati grazie a uno spesso strato di biossido di manganese, che ne ha rallentato la decomposizione e mantenuto il colore bianco durante la fossilizzazione. I denti fossili del megalodonte possono variare dal bianco sporco al marrone scuro, al grigio e al blu, e alcuni di essi potrebbero essere stati ridistribuiti in strati più giovani. L'idea che il megalodonte possa vivere ancora oggi nelle acque profonde, analogamente a quanto avvenuto per lo squalo bocca grande (Megachasma pelagios), scoperto nel 1976, è considerata altamente improbabile, poiché il megalodonte abitava acque costiere calde e non sarebbe stato in grado di sopravvivere in un ambiente così freddo e privo delle grandi prede di cui necessitava.
Nonostante ciò, la suggestione di una possibile popolazione relitta di megalodonti ai giorni nostri si è radicata nella cultura di massa, affascinando l'opinione pubblica. La narrativa contemporanea sulla sopravvivenza del megalodonte fu introdotta su larga scala dal romanzo Meg: A Novel of Deep Terror (1997) di Steve Alten e dai suoi successivi sequel. In seguito al successo del libro, il megalodonte apparve in diversi B-movie statunitensi, come Shark Attack 3: Emergenza squali (di David Worth), Shark Hunter (di Matt Codd) e Megalodon (di Pat Corbitt). Il romanzo di Steve Alten fu poi adattato nel film Shark - Il primo squalo (The Meg), uscito nel 2018, che incassò oltre 500 milioni di dollari al botteghino, dando origine al sequel Shark 2 - L'abisso (The Meg: The Trench) del 2023.
Lo pseudo-documentario di Animal Planet Sirene - Il mistero svelato (2012) include un segmento ambientato 1,6 milioni di anni, in cui un gruppo di «sirene» si imbatte in un megalodonte. Nell'agosto 2013, Discovery Channel inaugurò la sua annuale Shark Week con un nuovo film televisivo, Megalodon: The Monster Shark Lives, una controversa docufiction che presentava presunte prove dell'esistenza contemporanea del megalodonte. Il programma fu ampiamente criticato perché completamente inventato e privo di una chiara indicazione sulla sua natura fittizia; ad esempio, i cosiddetti «scienziati» coinvolti erano in realtà attori pagati, e il documentario non dichiarava esplicitamente la propria componente di finzione. In un sondaggio condotto da Discovery, il 73% degli spettatori ritenne plausibile la sopravvivenza del megalodonte fino a oggi. Nel 2014, Discovery ripropose The Monster Shark Lives insieme a un nuovo speciale di un'ora, Megalodon: The New Evidence, e a un ulteriore programma romanzato, Shark of Darkness: Wrath of Submarine, provocando nuove critiche da parte dei media, del pubblico e della comunità scientifica. Malgrado queste polemiche, Megalodon: The Monster Shark Lives ottenne un'audience straordinaria, con 4,8 milioni di spettatori: un record per qualsiasi puntata di Shark Week fino a quel momento.